# CSI: Miami/Episodenliste

Logo zur Serie

Diese Episodenliste enthält alle Episoden der US-amerikanischen Krimiserie CSI: Miami, sortiert nach der US-amerikanischen Erstausstrahlung. Zwischen 2002 und 2012 entstanden in zehn Staffeln 232 Episoden mit einer Länge von jeweils etwa 42 Minuten.

## Übersicht
| Staffel        | Episodenanzahl | Erstausstrahlung USA | Erstausstrahlung USA | Deutschsprachige Erstausstrahlung | Deutschsprachige Erstausstrahlung |
| Staffel        | Episodenanzahl | Staffelpremiere      | Staffelfinale        | Staffelpremiere                   | Staffelfinale                     |
| -------------- | -------------- | -------------------- | -------------------- | --------------------------------- | --------------------------------- |
| Backdoor-Pilot | Backdoor-Pilot | 9. Mai 2002          | 9. Mai 2002          | 12. Februar 2003                  | 12. Februar 2003                  |
| 1              | 24             | 23. September 2002   | 19. Mai 2003         | 12. Januar 2004                   | 5. Juli 2004                      |
| 2              | 24             | 22. September 2003   | 24. Mai 2004         | 3. Januar 2005                    | 31. Mai 2005                      |
| 3              | 24             | 20. September 2004   | 23. Mai 2005         | 6. September 2005                 | 9. Mai 2006                       |
| 4              | 25             | 19. September 2005   | 22. Mai 2006         | 12. September 2006                | 5. Juni 2007                      |
| 5              | 24             | 18. September 2006   | 14. Mai 2007         | 4. September 2007                 | 29. April 2008                    |
| 6              | 21             | 24. September 2007   | 19. Mai 2008         | 26. August 2008                   | 31. März 2009                     |
| 7              | 25             | 22. September 2008   | 18. Mai 2009         | 7. April 2009                     | 11. Mai 2010                      |
| 8              | 24             | 21. September 2009   | 24. Mai 2010         | 9. September 2010                 | 2. März 2011                      |
| 9              | 22             | 3. Oktober 2010      | 8. Mai 2011          | 11. September 2011                | 8. Mai 2012                       |
| 10             | 19             | 25. September 2011   | 8. April 2012        | 26. August 2012                   | 16. Dezember 2012                 |

## Backdoor-Pilot
CSI: Miami wurde während der zweiten Staffel der Serie CSI: Den Tätern auf der Spur erstmals ausgestrahlt. Die Erstausstrahlung der Pilotfolge Tod in Miami war in den USA am 9. Mai 2002 auf CBS zu sehen. Die deutschsprachige Erstausstrahlung zeigte der deutsche Free-TV-Sender RTL am 12. Februar 2003.
| Nr. | Deutscher Titel | Originaltitel       | Zusammenfassung | Erstausstrahlung USA | Deutschsprachige Erstausstrahlung (D) | Regie        | Drehbuch                                          |
| --- | --------------- | ------------------- | --- | -------------------- | ------------------------------------- | ------------ | ------------------------------------------------- |
| 0   | Tod in Miami    | Cross-Jurisdictions | Nach einer Swinger-Party in Las Vegas wird der hohe Polizeibeamte Rittle ermordet aufgefunden. Alle Anzeichen deuten auf eine Hinrichtung hin. Das CSI in Las Vegas kooperiert mit dem CSI in Miami. | 9. Mai 2002          | 12. Feb. 2003                         | Danny Cannon | Anthony E. Zuiker, Ann Donahue & Carol Mendelsohn |

## Staffel 1
Die Erstausstrahlung der ersten Staffel war vom 23. September 2002 bis zum 19. Mai 2003 auf dem US-amerikanischen Sender CBS zu sehen. Die deutschsprachige Erstausstrahlung war vom 12. Januar 2004 bis zum 5. Juli 2004 auf dem deutschen Free-TV-Sender VOX zu sehen.
| Nr. (ges.) | Nr. (St.) | Deutscher Titel              | Originaltitel             | Zusammenfassung | Erstausstrahlung USA | Deutschsprachige Erstausstrahlung (D) | Regie            | Drehbuch                                          |
| ---------- | --------- | ---------------------------- | ------------------------- | --- | -------------------- | ------------------------------------- | ---------------- | ------------------------------------------------- |
| 1          | 1         | Absturz                      | Golden Parachute          | Flugzeugabsturz in den Everglades; eine Frau wird fünf Meilen von der Absturzstelle entfernt gefunden.                                                       | 23. Sep. 2002        | 12. Jan. 2004                         | Joe Chappelle    | Steven Maeda                                      |
| 2          | 2         | Eine explosive Mischung      | Losing Face               | Eine Bombe explodiert und tötet Horatios Lehrmeister; zwei weitere Bomben werden entdeckt, bis das CSI-Team merkt, dass sie das eigentliche Ziel sind.       | 30. Sep. 2002        | 19. Jan. 2004                         | Joe Chappelle    | Steven Maeda & Gwendolyn Parker                   |
| 3          | 3         | Der Preis der Freiheit       | Wet Foot/Dry Foot         | Im Magen eines Hais wird ein menschlicher Rumpf mit Schussverletzungen entdeckt; ein zweites Opfer wird in einem Gummireifen auf dem Meer treibend gefunden. | 7. Okt. 2002         | 26. Jan. 2004                         | Tucker Gates     | Eddie Guerra                                      |
| 4          | 4         | Ein verhängnisvolles Angebot | Just One Kiss             | In Miami Beach wird eine Leiche entdeckt; die Spuren führen zur Gouverneursfamilie, die mit Horatio verfeindet ist.                                          | 14. Okt. 2002        | 2. Feb. 2004                          | Scott Brazil     | Laurie McCarthy & Matt Witten                     |
| 5          | 5         | Asche zu Asche               | Ashes to Ashes            | Ein Pfarrer wird erschossen im Pfarrhaus aufgefunden. | 21. Okt. 2002        | 9. Feb. 2004                          | Bryan Spicer     | Mark Israel                                       |
| 6          | 6         | Mörderisches Puzzle          | Broken                    | Ein Mädchen wird tot in einem Indoor-Vergnügungspark gefunden.                                                                                               | 28. Okt. 2002        | 16. Feb. 2004                         | Deran Sarafian   | Ildy Modrovich & Laurence Walsh                   |
| 7          | 7         | Atemlos                      | Breathless                | Ein Stripper wird auf einer Party tot aufgefunden. | 4. Nov. 2002         | 23. Feb. 2004                         | Charlie Correll  | Steven Maeda & Gwendolyn Parker                   |
| 8          | 8         | Haus des Todes               | Slaughterhouse            | Ein kleines Kind wird mit Blut beschmiert entdeckt und führt das CSI-Team zu einem Haus, in dem eine Familie hingerichtet wurde.                             | 11. Nov. 2002        | 1. März 2004                          | Dick Pearce      | Laurie McCarthy                                   |
| 9          | 9         | Der Heckenschütze            | Kill Zone                 | Ein Heckenschütze erschießt Passanten. | 18. Nov. 2002        | 8. März 2004                          | Daniel Attias    | Mark Israel & Lois Johnson                        |
| 10         | 10        | Der Tote am Baum             | A Horrible Mind           | Totschlag eines Universitätsprofessors. | 25. Nov. 2002        | 15. März 2004                         | Greg Yaitanes    | Ildy Modrovich & Laurence Walsh                   |
| 11         | 11        | Das Todescamp                | Camp Fear                 | Ein Model wird neben einem Mädchenhaftlager tot aufgefunden.                                                                                                 | 16. Dez. 2002        | 22. März 2004                         | Deran Sarafian   | Eddie Guerra & Steven Maeda                       |
| 12         | 12        | Der Sündenbock               | Entrance Wound            | In einem Bungalow wird eine tote Prostituierte gefunden. | 6. Jan. 2003         | 29. März 2004                         | David Grossman   | Laurie McCarthy & Gwendolyn Parker                |
| 13         | 13        | Alte Wunden                  | Bunk                      | In beweglichen Laboren wird tödliches Rauschgift gefunden und eine Seniorin wird im Altersheim ermordet.                                                     | 27. Jan. 2003        | 5. Apr. 2004                          | Charlie Correll  | Elizabeth Devine                                  |
| 14         | 14        | Die Rache ist mein           | Forced Entry              | Ein nackter Mann wird – erstickt und angekettet – an seinem Bett gefunden.                                                                                   | 3. Feb. 2003         | 12. Apr. 2004                         | Artie Mandelberg | Mark Israel & Lois Johnson                        |
| 15         | 15        | Radioaktiv                   | Dead Woman Walking        | Ein Straßenräuber wird mit Genickbruch aufgefunden. | 10. Feb. 2003        | 19. Apr. 2004                         | Jeannot Szwarc   | Ildy Modrovich & Laurence Walsh                   |
| 16         | 16        | Nackte Wahrheit              | Evidence of Things Unseen | Ein erstochener, russischer Einwanderer wird vom CSI-Team untersucht.                                                                                        | 17. Feb. 2003        | 3. Mai 2004                           | Joe Chappelle    | David Black                                       |
| 17         | 17        | Nur 24 Stunden               | Simple Man                | Bevor Horatio in einem Mordfall aussagen kann, werden neue Beweise gefunden, die den Mann entlasten.                                                         | 24. Feb. 2003        | 10. Mai 2004                          | Greg Yaitanes    | Steven Maeda                                      |
| 18         | 18        | Der Drahtzieher              | Dispo Day                 | Ein Rauschgift-Diebstahl wird untersucht. | 10. März 2003        | 17. Mai 2004                          | David Grossman   | Elizabeth Devine, Ildy Modrovich & Laurence Walsh |
| 19         | 19        | Der Kronzeuge                | Double Cap                | Horatio wehrt sich gegen das FBI, welches die Ermittlungen behindert.                                                                                        | 31. März 2003        | 24. Mai 2004                          | Joe Chappelle    | Marc Dube                                         |
| 20         | 20        | Schießwütig                  | Grave Young Men           | Horatio wird von einem ehemaligen Straftäter gebeten, dessen Sohn zu finden.                                                                                 | 14. Apr. 2003        | 7. Juni 2004                          | Peter Markle     | Lois Johnson                                      |
| 21         | 21        | Der Beißer                   | Spring Break              | Zwei Universitätsstudenten werden tot aufgefunden. | 28. Apr. 2003        | 14. Juni 2004                         | Deran Sarafian   | Steven Maeda                                      |
| 22         | 22        | Flammendes Inferno           | Tinder Box                | Ein Nachtclub geht plötzlich in Flammen auf. | 5. Mai 2003          | 21. Juni 2004                         | Charlie Correll  | Corey Miller                                      |
| 23         | 23        | Drogenwahn                   | Freaks and Tweaks         | Horatio und seine Mannschaft untersuchen einen Toten, als ein Anschlag auf sie verübt wird.                                                                  | 12. Mai 2003         | 28. Juni 2004                         | Deran Sarafian   | Elizabeth Devine & John Haynes                    |
| 24         | 24        | Auf der Flucht               | Body Count                | Horatio wird Zeuge eines Ausbruchs. | 19. Mai 2003         | 5. Juli 2004                          | Joe Chappelle    | Ildy Modrovich & Laurence Walsh                   |

## Staffel 2
Die Erstausstrahlung der zweiten Staffel war vom 22. September 2003 bis zum 24. Mai 2004 auf dem US-amerikanischen Sender CBS zu sehen. Die deutschsprachige Erstausstrahlung der ersten 15 Folgen war vom 3. Januar bis zum 11. April 2005 auf dem deutschen Free-TV-Sender VOX zu sehen. Die anderen 9 Folgen sendete der deutsche Free-TV-Sender RTL vom 12. April bis zum 31. Mai 2005.
| Nr. (ges.) | Nr. (St.) | Deutscher Titel         | Originaltitel     | Zusammenfassung                                                                                                 | Erstausstrahlung USA | Deutschsprachige Erstausstrahlung (D) | Regie                 | Drehbuch                                           |
| ---------- | --------- | ----------------------- | ----------------- | --- | -------------------- | ------------------------------------- | --------------------- | -------------------------------------------------- |
| 25         | 1         | Blutsbrüder             | Blood Brothers    | Ein Model wird absichtlich überfahren.                                                                          | 22. Sep. 2003        | 3. Jan. 2005                          | Danny Cannon          | Ann Donahue                                        |
| 26         | 2         | Festgenagelt            | Dead Zone         | Ein Schatztaucher wird, von einer Harpune durchbohrt, auf seiner Yacht gefunden.                                | 29. Sep. 2003        | 10. Jan. 2005                         | Joe Chappelle         | Michael Ostrowski                                  |
| 27         | 3         | Ohne Bewährung          | Hard Time         | Eine Frau wird brutal niedergeschlagen.                                                                         | 6. Okt. 2003         | 17. Jan. 2005                         | David Grossman        | Steven Maeda                                       |
| 28         | 4         | Stück für Stück         | Death Grip        | Ein junges Tennis-Nachwuchstalent wird entführt.                                                                | 13. Okt. 2003        | 24. Jan. 2005                         | Deran Sarafian        | Elizabeth Devine                                   |
| 29         | 5         | Die Todes-Bar           | The Best Defense  | Zwei junge Stadtbar-Betreiber werden niedergeschossen.                                                          | 20. Okt. 2003        | 31. Jan. 2005                         | Scott Lautanen        | Shane Brennan                                      |
| 30         | 6         | Sturmfront              | Hurricane Anthony | Ein Mann wird während eines Sturms überfahren.                                                                  | 3. Nov. 2003         | 7. Feb. 2005                          | Joe Chappelle         | Ildy Modrovich & Laurence Walsh                    |
| 31         | 7         | Grand Prix              | Grand Prix        | Ein Tankwart verbrennt während eines Rennens.                                                                   | 10. Nov. 2003        | 14. Feb. 2005                         | David Grossman        | Michael Ostrowski & Steven Maeda                   |
| 32         | 8         | Big Brother             | Big Brother       | Horatio sucht den Mörder seines Bruders.                                                                        | 17. Nov. 2003        | 21. Feb. 2005                         | Joe Chappelle         | Ann Donahue & Jonathan Glassner                    |
| 33         | 9         | Der Köder               | Bait              | Eine angeschossene Frau wird durch eine Haiattacke getötet.                                                     | 24. Nov. 2003        | 28. Feb. 2005                         | Deran Sarafian        | Steven Maeda & Shane Brennan                       |
| 34         | 10        | Der letzte Kick         | Extreme           | Eine Frau fällt von einem Parkhaus.                                                                             | 15. Dez. 2003        | 7. März 2005                          | Karen Gaviola         | Elizabeth Devine & John Haynes                     |
| 35         | 11        | Preis der Schönheit     | Complications     | Ein Anästhesist wird erhängt in seiner Wohnung entdeckt.                                                        | 5. Jan. 2004         | 14. März 2005                         | Scott Lautanen        | Sunil Nayar & Corey Miller                         |
| 36         | 12        | Der Augenzeuge          | Witness To Murder | Ein Diamentenmakler wird nach einem Auffahrunfall in einem Parkhaus erschossen.                                 | 12. Jan. 2004        | 21. März 2005                         | Duane Clark           | Ildy Modrovich, Laurence Walsh & Michael Ostrowski |
| 37         | 13        | Blutmond                | Blood Moon        | Ein Zigarrenhersteller wird ermordet.                                                                           | 2. Feb. 2004         | 4. Apr. 2005                          | Scott Lautanen        | Jonathan Glassner & Marc Dube                      |
| 38         | 14        | Buschfeuer              | Slow Burn         | Alexx und Eric untersuchen einen Mord, als sie beinahe bei lebendigem Leib verbrennen.                          | 9. Feb. 2004         | 12. Apr. 2005                         | Joe Chappelle         | Shane Brennan & Michael Ostrowski                  |
| 39         | 15        | Paparazzi               | Stalkerazzi       | Ein Paparazzo stirbt bei einem Unfall. Jedoch wird später festgestellt, dass es sich um Mord handelt.           | 16. Feb. 2004        | 11. Apr. 2005                         | Deran Sarafian        | Elizabeth Devine & Steven Maeda                    |
| 40         | 16        | Weiße Spur              | Invasion          | Ein Surfchampion wird in der eigenen Villa ermordet.                                                            | 23. Feb. 2004        | 12. Apr. 2005                         | Félix Enríquez Alcalá | Brian Davidson & Jonathan Glassner                 |
| 41         | 17        | Falschgeld              | Money for Nothing | Horatio erschießt einen Täter, der einen Geldtransporter ausgeraubt hatte, bei dem 3,2 Mio. $ gestohlen wurden. | 1. März 2004         | 19. Apr. 2005                         | Karen Gaviola         | Marc Dube                                          |
| 42         | 18        | Störmanöver             | Wannabe           | Ein Mann wird mit einem Butterfly-Messer niedergestochen.                                                       | 22. März 2004        | 26. Apr. 2005                         | Fred Keller           | Elizabeth Devine, Steven Maeda & John Haynes       |
| 43         | 19        | Deadline                | Deadline          | Ein Drogendealer stirbt.                                                                                        | 29. März 2004        | 26. Apr. 2005                         | Deran Sarafian        | Ildy Modrovich, Laurence Walsh & Sunil Nayar       |
| 44         | 20        | Cop-Killer              | The Oath          | Ein anscheinend korrupter Polizist stirbt bei einem Schusswechsel.                                              | 19. Apr. 2004        | 3. Mai 2005                           | Duane Clark           | Alison Lea Bingeman                                |
| 45         | 21        | Sabotage                | Not Landing       | Eine Cessna zerschellt an einem Strand in Miami Beach.                                                          | 3. Mai 2004          | 10. Mai 2005                          | Joe Chappelle         | Shane Brennan, Marc Dube & Jonathan Glassner       |
| 46         | 22        | Tödliche Reime          | Rap Sheet         | Bei einem Anschlag auf einen Rap-Star stirbt ein Sicherheitsbeamter.                                            | 10. Mai 2004         | 17. Mai 2005                          | David Grossman        | Ildy Modrovich & Corey Miller                      |
| 47         | 23        | Spurensuche in New York | MIA/NYC Nonstop   | Ein Fall führt Horatio zum CSI-Team von New York.                                                               | 17. Mai 2004         | 24. Mai 2005                          | Danny Cannon          | Anthony E. Zuiker, Ann Donahue & Carol Mendelsohn  |
| 48         | 24        | Würgemale               | Innocent          | Eine junge Frau wird erwürgt.                                                                                   | 24. Mai 2004         | 31. Mai 2005                          | Joe Chappelle         | Steven Maeda, Sunil Nayar & John Haynes            |

## Staffel 3
Die Erstausstrahlung der dritten Staffel war vom 20. September 2004 bis zum 23. Mai 2005 auf dem US-amerikanischen Sender CBS zu sehen. Die deutsche Erstausstrahlung war vom 6. September 2005 bis zum 9. Mai 2006 auf dem Fernsehsender RTL zu sehen.
| Nr. (ges.) | Nr. (St.) | Deutscher Titel     | Originaltitel       | Zusammenfassung                                                                               | Erstausstrahlung USA | Deutschsprachige Erstausstrahlung (D) | Regie             | Drehbuch                                          |
| ---------- | --------- | ------------------- | ------------------- | --------------------------------------------------------------------------------------------- | -------------------- | ------------------------------------- | ----------------- | ------------------------------------------------- |
| 49         | 1         | Der verlorene Sohn  | Lost Son            | Ein Vater stirbt bei einer eigenmächtigen Lösegeldübergabe.                                   | 20. Sep. 2004        | 6. Sep. 2005                          | Duane Clark       | Ann Donahue & Elizabeth Devine                    |
| 50         | 2         | Der letzte Zeuge    | Pro Per             | Gangster können durch Zeugenaussagen überführt werden; diese schweben darauf in Lebensgefahr. | 27. Sep. 2004        | 13. Sep. 2005                         | Karen Gaviola     | John Haynes & Steven Maeda                        |
| 51         | 3         | Verstärkung         | Under the Influence | Calleighs Vater glaubt, betrunken jemanden überfahren zu haben; der Fall wird Ryan zugeteilt. | 4. Okt. 2004         | 20. Sep. 2005                         | Scott Lautanen    | Marc Dube & Corey Miller                          |
| 52         | 4         | Der Sündenpfuhl     | Murder in a Flash   | Ein Student stirbt bei einem Flash-Mob.                                                       | 11. Okt. 2004        | 27. Sep. 2005                         | Fred Keller       | Anne McGrail & Sunil Nayar                        |
| 53         | 5         | Lippenbekenntnisse  | Legal               | Ein Mädchen wird in einem populären Nacht-Club erstochen.                                     | 18. Okt. 2004        | 4. Okt. 2005                          | Duane Clark       | Michael Ostrowski & Ildy Modrovich                |
| 54         | 6         | Ein glasklarer Fall | Hell Night          | Die Frau eines berühmten Baseball-Spielers wird in ihrem Haus brutal getötet.                 | 25. Okt. 2004        | 11. Okt. 2005                         | Scott Lautanen    | Steven Maeda & Corey Miller                       |
| 55         | 7         | Die Todeswelle      | Crime Wave          | Ein Tsunami nähert sich Miami und als die Stadt geräumt wird, sterben zwei Menschen.          | 8. Nov. 2004         | 18. Okt. 2005                         | Karen Gaviola     | Elizabeth Devine                                  |
| 56         | 8         | Ein tödliches Date  | Speed Kills         | Ein Mann stirbt durch einen Radmutternschlüssel.                                              | 15. Nov. 2004        | 18. Okt. 2005                         | Fred Keller       | Sunil Nayar & Marc Dube                           |
| 57         | 9         | Piraten             | Pirated             | Neuzeitliche Piraten töten Menschen und werfen sie über Bord.                                 | 22. Nov. 2004        | 25. Okt. 2005                         | Duane Clark       | Michael Ostrowski & Steven Maeda                  |
| 58         | 10        | Tiefer Fall         | After the Fall      | Ein Mann stürzt von einem Hochhaus und fällt auf einen Fußgänger, was diesen tötet.           | 29. Nov. 2004        | 8. Nov. 2005                          | Scott Lautanen    | Ildy Modrovich, Marc Dube & John Haynes           |
| 59         | 11        | Süchtig             | Addiction           | Eine Frau wird in einen scheinbaren Autounfall verwickelt und stirbt.                         | 13. Dez. 2004        | 14. Nov. 2005                         | Steven DePaul     | Charles Holland                                   |
| 60         | 12        | Bandenkrieg         | Shootout            | Ein Mitglied einer brutalen Gang wird getötet.                                                | 3. Jan. 2005         | 22. Nov. 2005                         | Norberto Barba    | Corey Miller & Sunil Nayar                        |
| 61         | 13        | Stolz & Urteil      | Cop Killer          | Während einer Verkehrskontrolle stirbt ein Cop.                                               | 17. Jan. 2005        | 29. Nov. 2005                         | Jonathan Glassner | Steven Maeda & Krystal Houghton                   |
| 62         | 14        | Der fünfte Koffer   | One Night Stand     | Ein Page stirbt mit einem Koffer voll Geld in der Hand.                                       | 7. Feb. 2005         | 6. Dez. 2005                          | Greg Yaitanes     | Michael Ostrowski & John Haynes                   |
| 63         | 15        | Würgeschlange       | Identity            | Eine Frau stirbt nach einer Überdosis Rauschgift durch eine Riesenschlange.                   | 14. Feb. 2005        | 14. März 2006                         | Gloria Muzio      | Ann Donahue & Ildy Modrovich                      |
| 64         | 16        | In Flammen          | Nothing to Lose     | Das CSI denkt, dass ein Mann ein riesiges Feuer in den Everglades gelegt hat.                 | 21. Feb. 2005        | 10. Jan. 2006                         | Karen Gaviola     | Elizabeth Devine & Marc Dube                      |
| 65         | 17        | Aus heiterem Himmel | Money Plane         | Jemand verwendet Laser, um einen Piloten zu blenden.                                          | 7. März 2005         | 23. März 2006                         | Scott Lautanen    | Sunil Nayar & Steven Maeda                        |
| 66         | 18        | Game Over           | Game Over           | Ein Extrem-Skateboarder stirbt in einer Halfpipe.                                             | 21. März 2005        | 30. März 2006                         | Jonathan Glassner | Michael Ostrowski & Corey Miller                  |
| 67         | 19        | Kinder des Zorns    | Sex & Taxes         | Ein IRF-Agent wird getötet.                                                                   | 11. Apr. 2005        | 6. Apr. 2006                          | Scott Shiffman    | Ildy Modrovich & Brian Davidson                   |
| 68         | 20        | Killer-Date         | Killer Date         | Horatio erhält wichtige Informationen über den Tod seines Bruders.                            | 18. Apr. 2005        | 11. Apr. 2006                         | Karen Gaviola     | Elizabeth Devine & John Haynes                    |
| 69         | 21        | Abgründe            | Recoil              | Hinter einem Gerichtsgebäude fallen Schüsse.                                                  | 2. Mai 2005          | 18. Apr. 2006                         | Joe Chappelle     | Steven Maeda & Marc Dube                          |
| 70         | 22        | Verstrahlt          | Vengeance           | Ein ehemaliger Football-Star stirbt.                                                          | 9. Mai 2005          | 25. Apr. 2006                         | Norberto Barba    | Corey Miller & Sunil Nayar                        |
| 71         | 23        | Henkersmahlzeit     | Whacked             | Ein Mann richtet mehrere Leute mit einer Axt hin.                                             | 16. Mai 2005         | 2. Mai 2006                           | Scott Lautanen    | Ann Donahue, Elizabeth Devine & Ildy Modrovich    |
| 72         | 24        | Bomben-Alarm        | 10-7                | Terroristen drohen mit Bombenanschlägen auf Miami.                                            | 23. Mai 2005         | 9. Mai 2006                           | Joe Chappelle     | Ann Donahue, Elizabeth Devine & Michael Ostrowski |

## Staffel 4
Die Erstausstrahlung der vierten Staffel war vom 19. September 2005 bis zum 22. Mai 2006 auf dem US-amerikanischen Sender CBS zu sehen. Die deutsche Erstausstrahlung war vom 12. September 2006 bis zum 5. Juni 2007 auf dem Fernsehsender RTL zu sehen.
| Nr. (ges.) | Nr. (St.) | Deutscher Titel          | Originaltitel      | Erstausstrahlung USA | Deutschsprachige Erstausstrahlung (D) | Regie               | Drehbuch                                           |
| --- | --------- | ------------------------ | ------------------ | -------------------- | ------------------------------------- | ------------------- | -------------------------------------------------- |
| 73 | 1         | Teufel in Miami          | From the Grave     | 19. Sep. 2005        | 12. Sep. 2006                         | Karen Gaviola       | Ann Donahue & Elizabeth Devine                     |
| Bei einer Beerdigung erschießt ein Mann aus einem Sarg heraus die Gäste. |           |                          |                    |                      |                                       |                     |                                                    |
| 74 | 2         | Alles anders             | Blood in the Water | 26. Sep. 2005        | 19. Sep. 2006                         | Duane Clark         | Dean Widenmann & Sunil Nayar                       |
| Eine reiche Familie stürzt sich von ihrer Yacht in das Hai-verseuchte Wasser. |           |                          |                    |                      |                                       |                     |                                                    |
| 75 | 3         | Jagd durch die Nacht     | Prey               | 3. Okt. 2005         | 26. Sep. 2006                         | Scott Lautanen      | Corey Miller & Barry O’Brien                       |
| Die beiden High-School-Schülerinnen Tina Saunders und Sarah Jennings machen mit ihrer Klasse einen Trip auf die Bahamas. Zuvor wollen sie es in Miami noch einmal richtig krachen lassen und genießen in einer Disco zahlreiche Drinks. Am nächsten Morgen gibt es jedoch ein böses Erwachen: Sarah ist spurlos verschwunden. Tina gibt an, ihre Freundin nachts im Club verlassen zu haben. |           |                          |                    |                      |                                       |                     |                                                    |
| 76 | 4         | Leidensgeschichte        | 48 Hours to Life   | 10. Okt. 2005        | 10. Okt. 2006                         | Norberto Barba      | John Haynes & Marc Dube                            |
| Nachdem Frank einen Mann brutal verhört hat, geht dieser unschuldig ins Gefängnis. |           |                          |                    |                      |                                       |                     |                                                    |
| 77 | 5         | Drei Frauen              | Three-Way          | 17. Okt. 2005        | 17. Okt. 2006                         | Jonathan Glassner   | Marc Guggenheim & Ildy Modrovich                   |
| Ein Pool-Boy wird tot aufgefunden; 3 Hausfrauen sind die Hauptverdächtigen. |           |                          |                    |                      |                                       |                     |                                                    |
| 78 | 6         | Rache an Horatio         | Under Suspicion    | 24. Okt. 2005        | 31. Okt. 2006                         | Sam Hill            | Sunil Nayar & Barry O’Brien                        |
| Horatio Caine steht unter Mordverdacht. |           |                          |                    |                      |                                       |                     |                                                    |
| 79 | 7         | Blutspur – Teil 1        | Felony Flight (1)  | 7. Nov. 2005         | 24. Okt. 2006                         | Scott Lautanen      | Elizabeth Devine, Anthony E. Zuiker & Ann Donahue  |
| Ein flüchtiger Strafgefangener aus New York treibt in Miami sein Unwesen. Detective Mac Taylor unterstützt das Team in Miami. |           |                          |                    |                      |                                       |                     |                                                    |
| 80 | 8         | Wunschmörder             | Nailed             | 14. Nov. 2005        | 7. Nov. 2006                          | Karen Gaviola       | Corey Miller & Barry O’Brien                       |
| Eine Frau wird mit einer Nagelpistole erschossen. |           |                          |                    |                      |                                       |                     |                                                    |
| 81 | 9         | Spiel mit uns            | Urban Hellraisers  | 21. Nov. 2005        | 14. Nov. 2006                         | Matt Earl Beesley   | Dean Widenmann & Marc Guggenheim                   |
| Jugendliche überfallen eine Bank. |           |                          |                    |                      |                                       |                     |                                                    |
| 82 | 10        | Kopfgeldjäger            | Shattered          | 28. Nov. 2005        | 21. Nov. 2006                         | Scott Lautanen      | Ildy Modrovich                                     |
| Ein Drogendealer wird erschossen; Eric Delko wird des Drogenmissbrauchs beschuldigt. |           |                          |                    |                      |                                       |                     |                                                    |
| 83 | 11        | Sünde bringt Buße        | Payback            | 19. Dez. 2005        | 28. Nov. 2006                         | Sam Hill            | Marc Dube, Ildy Modrovich & Marc Guggenheim        |
| Ein Mann sitzt 6 Jahre unschuldig im Gefängnis. Der Fall wird neu aufgerollt. |           |                          |                    |                      |                                       |                     |                                                    |
| 84 | 12        | Letzte Anmache           | The Score          | 9. Jan. 2006         | 5. Dez. 2006                          | Jonathan Glassner   | Barry O’Brien                                      |
| Ein Mann wird auf einer Privat-Party mit einem Eispickel erstochen. |           |                          |                    |                      |                                       |                     |                                                    |
| 85 | 13        | Dämpfer                  | Silencer           | 23. Jan. 2006        | 6. März 2007                          | Ernest R. Dickerson | Sunil Nayar                                        |
| Eine PR-Beraterin und ein Mitglied einer Gang werden erschossen. |           |                          |                    |                      |                                       |                     |                                                    |
| 86 | 14        | Letzte Klappe            | Fade Out           | 30. Jan. 2006        | 20. März 2007                         | Scott Lautanen      | Corey Miller                                       |
| Ein Mann wird unter einer Brücke erhängt gefunden; alles sieht nach einem Mafia-Mord aus. |           |                          |                    |                      |                                       |                     |                                                    |
| 87 | 15        | Leichen im Keller        | Skeletons          | 6. Feb. 2006         | 27. März 2007                         | Karen Gaviola       | John Haynes & Elizabeth Devine                     |
| Eine Leiche wird vergraben unter einem Beach-Volleyball-Feld gefunden. Horatio Caine entdeckt eine Verbindung zu einem alten Fall. |           |                          |                    |                      |                                       |                     |                                                    |
| 88 | 16        | Abweichungen             | Deviant            | 27. Feb. 2006        | 3. Apr. 2007                          | Scott Lautanen      | Krystal Houghton                                   |
| Ein wegen Sexualstraftaten an Kindern verurteilter und mittlerweile freigelassener Mann wird erstochen. |           |                          |                    |                      |                                       |                     |                                                    |
| 89 | 17        | Zusammenstöße            | Collision          | 6. März 2006         | 10. Apr. 2007                         | Sam Hill            | Dean Widenmann                                     |
| Ein Autounfall für die Fahrerin endet tödlich. Im Kofferraum des Wagens finden die Ermittler eine weitere Leiche. Es stellt sich jedoch heraus, dass die Frau nicht an den Folgen des Unfalls starb. |           |                          |                    |                      |                                       |                     |                                                    |
| 90 | 18        | Übung macht den Mörder?  | Double Jeopardy    | 13. März 2006        | 17. Apr. 2007                         | Scott Lautanen      | Brian Davidson                                     |
| Stephen Rowe wird von den Geschworenen vom Vorwurf des Mordes an seiner Frau freigesprochen, da es keine Leiche dieser gibt. Doch dann zieht ein Fischer die Tote aus einem See. |           |                          |                    |                      |                                       |                     |                                                    |
| 91 | 19        | Angestachelt             | Driven             | 20. März 2006        | 24. Apr. 2007                         | Eagle Egilsson      | Ildy Modrovich                                     |
| Bei einem Überfall auf ein Wellness-Center wird eine Besucherin erschossen. Ihre Obduktion führt das Team auf die Spur einer illegalen Werkstatt für Luxuskarossen. |           |                          |                    |                      |                                       |                     |                                                    |
| 92 | 20        | Leo & Sienna             | Free Fall          | 10. Apr. 2006        | 2. Mai 2007                           | Scott Lautanen      | Marc Dube                                          |
| In dem leer stehenden ehemals legendären Hotel Delgado finden zwei Teenager die Leiche von Garcia Vargas und dessen Bruder Mariano, der jedoch schwer verletzt überlebt hat. |           |                          |                    |                      |                                       |                     |                                                    |
| 93 | 21        | Vertippt                 | Dead Air           | 24. Apr. 2006        | 9. Mai 2007                           | Sam Hill            | John Haynes                                        |
| Horatio wird Zeuge eines Entführungsfalles, als das vom Kidnapper in einem Kofferraum gefangen gehaltene Opfer, Brenda Collett, verzweifelt mit ihrem Handy nach Rettung zu telefonieren versucht. |           |                          |                    |                      |                                       |                     |                                                    |
| 94 | 22        | Mörder auf Kreuzfahrt    | Open Water         | 1. Mai 2006          | 15. Mai 2007                          | Scott Lautanen      | Marc Dube & Ildy Modrovich                         |
| Mike Harris stürzt von Bord eines Kreuzfahrtschiffes und wird dort Opfer der Haie, die das Schiff begleiten. Jede Hilfe kommt zu spät. |           |                          |                    |                      |                                       |                     |                                                    |
| 95 | 23        | Sterne verglühen         | Shock (1)          | 8. Mai 2006          | 22. Mai 2007                          | Karen Gaviola       | Brian Davidson & Corey Miller                      |
| Das Promisternchen Nikki Beck wird auf ihrer eigenen Feier beim Baden von einem heftigen Stromschlag getötet. |           |                          |                    |                      |                                       |                     |                                                    |
| 96 | 24        | Ende mit Schrecken       | Rampage (2)        | 15. Mai 2006         | 29. Mai 2007                          | Duane Clark         | Ann Donahue & Sunil Nayar                          |
| Rafphael Sifuentes, Boss der gewaltbereiten Mala-Noche-Gang, wird vor Gericht gestellt. Während der Verhandlung befreien ihn Gang-Mitglieder. |           |                          |                    |                      |                                       |                     |                                                    |
| 97 | 25        | Keine Ruhe vor dem Sturm | One of Our Own (3) | 22. Mai 2006         | 5. Juni 2007                          | Matt Earl Beesley   | Barry O’Brien, Krystal Houghton & Elizabeth Devine |
| Am Tatort der Ermordung von Mala Noche-Mitgliedern geht eine Sprengfalle los. |           |                          |                    |                      |                                       |                     |                                                    |

## Staffel 5
Die Erstausstrahlung der fünften Staffel war vom 18. September 2006 bis zum 14. Mai 2007 auf dem US-amerikanischen Sender CBS zu sehen. Die deutsche Erstausstrahlung war vom 4. September 2007 bis zum 29. April 2008 auf dem Fernsehsender RTL zu sehen.
| Nr. (ges.) | Nr. (St.) | Deutscher Titel                 | Originaltitel       | Erstausstrahlung USA | Deutschsprachige Erstausstrahlung (D) | Regie             | Drehbuch                          |
| --- | --------- | ------------------------------- | ------------------- | -------------------- | ------------------------------------- | ----------------- | --------------------------------- |
| 98 | 1         | Rio                             | Rio (4)             | 18. Sep. 2006        | 4. Sep. 2007                          | Joe Chappelle     | Sunil Nayar                       |
| Horatio und Eric fliegen nach Rio de Janeiro, um Antonio Riaz zur Strecke zu bringen, der den Mord an Marisol in Auftrag gegeben hat. |           |                                 |                     |                      |                                       |                   |                                   |
| 99 | 2         | Um die Ecke                     | Going Under         | 25. Sep. 2006        | 11. Sep. 2007                         | Matt Earl Beesley | Marc Dube & John Haynes           |
| Das Team ermittelt im Fall eines Bikers, der erschossen aus einem Hochhaus gefallen ist. |           |                                 |                     |                      |                                       |                   |                                   |
| 100 | 3         | Wer stirbt als nächstes?        | Death Pool 100      | 2. Okt. 2006         | 18. Sep. 2007                         | Sam Hill          | Ann Donahue & Elizabeth Devine    |
| Auf einer Party des Top-Juweliers Mr. Ice tauchen zwei maskierte Banditen auf, um sämtliche Gäste von ihren Juwelen zu befreien, dabei gibt es zwei Todesopfer.                                                                                          |           |                                 |                     |                      |                                       |                   |                                   |
| 101 | 4         | Nie wieder im Rampenlicht       | If Looks Could Kill | 9. Okt. 2006         | 25. Sep. 2007                         | Scott Lautanen    | Ildy Modrovich & Barry O’Brien    |
| Das Model Steve Dixon wird tot im Hafenbecken einer Marina aufgefunden. Das Erstaunliche daran ist, dass Steve Dixon von einem Auto überfahren wurde. |           |                                 |                     |                      |                                       |                   |                                   |
| 102 | 5         | Eine Hand tötet die andere      | Death Eminent       | 16. Okt. 2006        | 2. Okt. 2007                          | Eagle Egilsson    | Corey Miller & Brian Davidson     |
| In einem leer stehenden Haus am Cobalt Drive wird die Leiche des Stadtrats Bridges gefunden. |           |                                 |                     |                      |                                       |                   |                                   |
| 103 | 6         | Ein Fluch geht um               | Curse of the Coffin | 23. Okt. 2006        | 9. Okt. 2007                          | Joe Chappelle     | Sunil Nayar & Krystal Houghton    |
| Danielle Madison flieht aus einem Haus, in dem ihre beste Freundin Alissa getötet wurde. An dem Tatort finden die Ermittler einen abgeschnittenen Ziegenkopf und einen kleinen Sarg.                                                                     |           |                                 |                     |                      |                                       |                   |                                   |
| 104 | 7         | Benzin im Blut                  | High Octane         | 6. Nov. 2006         | 16. Okt. 2007                         | Sam Hill          | Marc Dube                         |
| Bei einem illegalen Straßenrennen wird einem Fahrer der Kopf abgetrennt, als er mit seinem Auto einen Trick vorführen möchte. Als die Polizei am Tatort erscheint, ist der Wagen jedoch verschwunden.                                                    |           |                                 |                     |                      |                                       |                   |                                   |
| 105 | 8         | Wer hat Natalias Schwester?     | Darkroom            | 13. Nov. 2006        | 23. Okt. 2007                         | Karen Gaviola     | John Haynes                       |
| In der Model-Szene von Miami treibt ein Serienmörder sein Unwesen. Der Fall erhält für das Kriminallabor eine persönliche Note, als sich herausstellt, dass unter den eventuellen Opfern des Täters auch Anya Boa Vista, die Schwester von Natalia, ist. |           |                                 |                     |                      |                                       |                   |                                   |
| 106 | 9         | Miami in Gefahr                 | Going, Going, Gone  | 20. Nov. 2006        | 31. Okt. 2007                         | Matt Earl Beesley | Elizabeth Devine                  |
| Auf einer Party der Reichen und Schönen werden hübsche Frauen für einen angeblich wohltätigen Zweck versteigert. |           |                                 |                     |                      |                                       |                   |                                   |
| 107 | 10        | Wahrheiten gibt es viele        | Come as You Are     | 27. Nov. 2006        | 6. Nov. 2007                          | Joe Chappelle     | Brian Davidson                    |
| Auf einem privaten Schießplatz wird Sergeant Hicks erschossen. Das Merkwürdige an diesem Fall ist, dass am Tatort kein Blut zu finden ist. |           |                                 |                     |                      |                                       |                   |                                   |
| 108 | 11        | Ein Netz voller Spinnen         | Backstabbers        | 11. Dez. 2006        | 14. Nov. 2007                         | Gina Lamar        | Barry O’Brien                     |
| Sonya Barak, die an der Entführung der Familie Kinkella beteiligt war, steht vor Gericht und kommt auf Kaution frei. Beim Verlassen des Gerichtsgebäudes wird ihr Anwalt erschossen.                                                                     |           |                                 |                     |                      |                                       |                   |                                   |
| 109 | 12        | Innere Angelegenheiten          | Internal Affairs    | 8. Jan. 2007         | 21. Nov. 2007                         | Scott Lautanen    | Corey Miller                      |
| Natalias Ex-Mann wird ermordet aufgefunden. Alle Beweise deuten auf Natalia als Täterin hin, doch Horatio und sein Team trauen den Beweisen nicht und versuchen, ihre Unschuld zu beweisen.                                                              |           |                                 |                     |                      |                                       |                   |                                   |
| 110 | 13        | Überhitzte Gemüter              | Throwing Heat       | 22. Jan. 2007        | 27. Nov. 2007                         | Joe Chappelle     | Krystal Houghton                  |
| Am Strand von Miami tritt ein illegaler Flüchtling auf eine Mine und stirbt dabei. Horatio stellt fest, dass mit dem gleichen Boot noch zwei andere Männer in die USA eingereist sind.                                                                   |           |                                 |                     |                      |                                       |                   |                                   |
| 111 | 14        | Einer von uns (1)               | No Man’s Land (1)   | 5. Feb. 2007         | 4. Dez. 2007                          | Scott Lautanen    | Dominic Abeyta                    |
| Ein Polizeitransporter mit konfiszierten Waffen gerät in einen Hinterhalt mit tödlichen Folgen und wird geplündert. |           |                                 |                     |                      |                                       |                   |                                   |
| 112 | 15        | Einer von uns (2)               | Man Down (2)        | 12. Feb. 2007        | 11. Dez. 2007                         | Karen Gaviola     | Ildy Modrovich                    |
| Der flüchtige Mörder Clavo Cruz begeht einen weiteren Mord und kann seinem Jäger Horatio erneut knapp entkommen. |           |                                 |                     |                      |                                       |                   |                                   |
| 113 | 16        | Feine Familie                   | Broken Home         | 19. Feb. 2007        | 4. März 2008                          | Sam Hill          | Barry O’Brien & Krystal Houghton  |
| Bei der Aufklärung eines Doppelmordes an dem Ehepaar Crowleys erscheint nichts so, wie es sein sollte. |           |                                 |                     |                      |                                       |                   |                                   |
| 114 | 17        | Wilde Tiere                     | A Grizzly Murder    | 26. Feb. 2007        | 11. März 2008                         | Eagle Egilsson    | Elizabeth Devine & Brian Davidson |
| Während einer Jagd in den Everglades wird einer von drei befreundeten Jägern von einem Bären angefallen und getötet. Die Jacke des Mannes wurde jedoch mit Bärenlockmittel eingerieben, weshalb die Ermittler von einem Mord ausgehen.                   |           |                                 |                     |                      |                                       |                   |                                   |
| 115 | 18        | Drei sind einem zuviel          | Triple Threat       | 19. März 2007        | 18. März 2008                         | Scott Lautanen    | Corey Miller & Sunil Nayar        |
| Auf Dominic Whitford, einen reichen Bauunternehmer, wird während eines Charity-Events seiner Frau Ashley Whitford ein tödlicher Mordanschlag verübt. |           |                                 |                     |                      |                                       |                   |                                   |
| 116 | 19        | Wege zum Mord                   | Bloodline           | 9. Apr. 2007         | 25. März 2008                         | Carey Meyer       | John Haynes & Marc Dube           |
| Horatio trifft auf alte Freunde: Anna Sivarro und Scott O’Shay, der ihm weiterhin das Leben schwer machen möchte. |           |                                 |                     |                      |                                       |                   |                                   |
| 117 | 20        | Vorschnell                      | Rush                | 16. Apr. 2007        | 1. Apr. 2008                          | Sam Hill          | Ildy Modrovich & Krystal Houghton |
| Das Team klärt den Tod des Schauspielers Brody Lassiter auf, der im Kofferraum eines Fahrzeugs aufgefunden wurde. |           |                                 |                     |                      |                                       |                   |                                   |
| 118 | 21        | Der Tod lädt ein zum Rosenkrieg | Just Murdered       | 23. Apr. 2007        | 8. Apr. 2008                          | Eagle Egilsson    | Ty Scott                          |
| Als die Polizei wegen eines häuslichen Streits zum Haus des Ehepaares Athertons gerufen wird, finden die Ermittler dort Mandy, die Fitnesstrainerin des Ehemannes, tot auf.                                                                              |           |                                 |                     |                      |                                       |                   |                                   |
| 119 | 22        | Zu heiß!                        | Burned              | 30. Apr. 2007        | 15. Apr. 2008                         | Anthony Hemingway | Corey Evett & Matt Partney        |
| Bei einem Feuer in einem Einfamilienhaus kommt Brett Morrison um. Seine Verlobte, Claire Gibbs, kann in letzter Sekunde flüchten. |           |                                 |                     |                      |                                       |                   |                                   |
| 120 | 23        | Im Sumpf des Verbrechens        | Kill Switch         | 7. Mai 2007          | 22. Apr. 2008                         | Scott Lautanen    | Corey Miller & Marc Dube          |
| Der Autodieb Jason Billings wird am Strand von Miami ermordet aufgefunden, kurz nachdem eine Videoaufzeichnung seiner letzten Tat, bei der er eine Frau verletzt hatte, im Fernsehen gesendet worden ist.                                                |           |                                 |                     |                      |                                       |                   |                                   |
| 121 | 24        | Von Natur aus böse?             | Born to Kill        | 14. Mai 2007         | 29. Apr. 2008                         | Karen Gaviola     | Sunil Nayar & Ann Donahue         |
| Ein Serienmörder, der zuvor in Boston gemordet hat, schlägt nun in Florida zu. Auf der Brust seiner ausschließlich weiblichen Opfer ist der Buchstabe „Y“ eingeritzt.                                                                                    |           |                                 |                     |                      |                                       |                   |                                   |

## Staffel 6
Die Erstausstrahlung der sechsten Staffel war vom 24. September 2007 bis zum 19. Mai 2008 auf dem US-amerikanischen Sender CBS zu sehen. Die deutsche Erstausstrahlung war vom 26. August 2008 bis zum 31. März 2009 auf dem Fernsehsender RTL zu sehen. Aufgrund von Autorenstreiks in den Vereinigten Staaten 2007/2008 enthält die sechste Staffel lediglich 21 Episoden.
| Nr. (ges.) | Nr. (St.) | Deutscher Titel                | Originaltitel              | Erstausstrahlung USA | Deutschsprachige Erstausstrahlung (D) | Regie             | Drehbuch                                   |
| --- | --------- | ------------------------------ | -------------------------- | -------------------- | ------------------------------------- | ----------------- | ------------------------------------------ |
| 122 | 1         | Blutlinie                      | Dangerous Son              | 24. Sep. 2007        | 26. Aug. 2008                         | Sam Hill          | Marc Dube & Krystal Houghton               |
| Der Bewährungshelfer Andrew Bennett wurde in seinem Haus als Geisel genommen und erschossen, als die Polizei anrückte. |           |                                |                            |                      |                                       |                   |                                            |
| 123 | 2         | Berühmt, bedroht, beschossen   | Cyber-Lebrity              | 1. Okt. 2007         | 2. Sep. 2008                          | Matt Earl Beesley | Corey Evett & Matt Partney                 |
| Horatio untersucht den Tod von Luke Selyan, der während eines Schwimmwettkampfes mit Pfeil und Bogen erschossen wurde. |           |                                |                            |                      |                                       |                   |                                            |
| 124 | 3         | Vor der Mauer auf der Lauer    | Inside Out                 | 8. Okt. 2007         | 9. Sep. 2008                          | Gina Lamar        | Sunil Nayar & John Haynes                  |
| Die drei Schwerverbrecher Julio Rentoria, Trevor Battle und Oscar Monahan werden zu einer Anhörung ins Gericht transportiert, wobei ihnen die Flucht gelingt. Horatio findet heraus, dass er einen Sohn hat. Er muss Kyle Harmon wegen Entführung verhaften. |           |                                |                            |                      |                                       |                   |                                            |
| 125 | 4         | Im Schatten von Tim Speedle    | Bang, Bang, Your Debt      | 15. Okt. 2007        | 16. Sep. 2008                         | Karen Gaviola     | Brian Davidson & Barry O’Brien             |
| Es wird die verbrannte Leiche der College-Studentin Jessica Taylor gefunden. Ihr Freund Brandon liegt bewusstlos in ihrer Nähe. |           |                                |                            |                      |                                       |                   |                                            |
| 126 | 5         | Multiple Motive                | Deep Freeze                | 22. Okt. 2007        | 23. Sep. 2008                         | Sam Hill          | Elizabeth Devine                           |
| Der Ex-Profi-Footballer Doug McClain wird erstochen in seinem Haus aufgefunden. |           |                                |                            |                      |                                       |                   |                                            |
| 127 | 6         | Wölfe zur Sonnenfinsternis     | Sunblock                   | 29. Okt. 2007        | 30. Sep. 2008                         | Christine Moore   | Corey Miller                               |
| Ein Drogenboss wird während einer Sonnenfinsternis in seinem Hotel ermordet. Die Spuren zeigen zu dem erst kürzlich geschehenen Mord an Diana Long Parallelen auf.                                                                                           |           |                                |                            |                      |                                       |                   |                                            |
| 128 | 7         | Keiner mehr an deiner Seite    | Chain Reaction             | 5. Nov. 2007         | 7. Okt. 2008                          | Scott Lautanen    | Brian Davidson, Matt Partney & Corey Evett |
| Während einer Modenschau stirbt ein Model beim Gang über einen wasserumspülten Laufsteg an einem elektrischen Schlag. Es stellt sich jedoch heraus, dass es sich dabei um einen Mord handelt.                                                                |           |                                |                            |                      |                                       |                   |                                            |
| 129 | 8         | Ferien ohne Ende               | Permanent Vacation         | 12. Nov. 2007        | 14. Okt. 2008                         | Eagle Egilsson    | Barry O’Brien & Krystal Houghton           |
| Während eines Urlaubs mit seinen Eltern wird der 18-jährige Brian im Hotellift ermordet. |           |                                |                            |                      |                                       |                   |                                            |
| 130 | 9         | Der Unterricht fällt aus       | Stand Your Ground          | 19. Nov. 2007        | 21. Okt. 2008                         | Joe Chappelle     | Marc Dube & John Haynes                    |
| Calleigh erschießt in Notwehr den Fahrer eines Autos. Als der Wagen führerlos in ein Sportgeschäft rast, wird eine unschuldige Frau getötet. |           |                                |                            |                      |                                       |                   |                                            |
| 131 | 10        | Meine Nanny                    | CSI: My Nanny              | 26. Nov. 2007        | 28. Okt. 2008                         | Jonathan Glassner | Corey Miller & Krystal Houghton            |
| Bei der Abschiedsparty einer wohlhabenden Familie Miamis, die zusammen mit ihren Kindern auf eine große Reise gehen will, wird ihr Kindermädchen Vanessa mit einem Keramikmesser erstochen.                                                                  |           |                                |                            |                      |                                       |                   |                                            |
| 132 | 11        | Guerillas im Nebel             | Guerillas in the Mist      | 10. Dez. 2007        | 4. Nov. 2008                          | Carey Meyer       | Barry O’Brien & Brian Davidson             |
| Die Leichen von drei Waffenschmugglern, deren Zustand auf die Verwendung eines besonders gefährlichen, illegalen Mordwerkzeugs schließen lässt, werden aufgefunden.                                                                                          |           |                                |                            |                      |                                       |                   |                                            |
| 133 | 12        | Grenzen des Vertrauens         | Miami Confidential         | 17. Dez. 2007        | 11. Nov. 2008                         | Sam Hill          | Marc Dube                                  |
| Beim Versuch, Fingerabdrücke an der Leiche des Mordopfers Rachel Hemming zu sichern, gerät der Tatort in Brand. |           |                                |                            |                      |                                       |                   |                                            |
| 134 | 13        | Mein Vater Caine               | Raising Caine              | 14. Jan. 2008        | 18. Nov. 2008                         | Gina Lamar        | Sunil Nayar                                |
| Horatio ist besorgt, da sein Sohn Kyle kurz vor der Verhandlung im Entführungsfall Kathleen Newberry steht. Auch in einem neuen Mordfall, in dem sie ermitteln, gibt es Verbindungen zu seinem Privatleben.                                                  |           |                                |                            |                      |                                       |                   |                                            |
| 135 | 14        | Sie dürfen die Braut nun töten | You May Now Kill the Bride | 24. März 2008        | 25. Nov. 2008                         | Eagle Egilsson    | Barry O’Brien                              |
| Bei der Hochzeit des Baseball-Stars Greg Tanner wird seine Verlobte Susan ermordet. |           |                                |                            |                      |                                       |                   |                                            |
| 136 | 15        | Spurenleger (1)                | Ambush (1)                 | 31. März 2008        | 2. Dez. 2008                          | Sam Hill          | Corey Evett & Matt Partney                 |
| Horatio stößt bei Ermittlungen zu einem Mordfall in den Everglades erneut auf seine Ex-Freundin Julia. Diese hatte der ermordeten Frau eine Million Dollar gegeben, damit diese nicht gegen Kyle vor Gericht aussagt.                                        |           |                                |                            |                      |                                       |                   |                                            |
| 137 | 16        | Spurenleger (2)                | All In (2)                 | 1. Apr. 2008         | 9. Dez. 2008                          | Joe Chappelle     | Krystal Houghton                           |
| Das CSI sucht fieberhaft nach der entführten Calleigh, die von zwei Ganoven gezwungen wird, den Schauplatz eines Mordes zu säubern. |           |                                |                            |                      |                                       |                   |                                            |
| 138 | 17        | Raubtiere in Menschengestalt   | To Kill A Predator         | 21. Apr. 2008        | 3. März 2009                          | Matt Earl Beesley | Brian Davidson                             |
| Der Anwalt Sean Radley wird beim Telefonieren von einem Auto angefahren und anschließend überrollt. |           |                                |                            |                      |                                       |                   |                                            |
| 139 | 18        | Tunnelblick                    | Tunnel Vision              | 28. Apr. 2008        | 10. März 2009                         | Karen Gaviola     | Tamara Jaron                               |
| Zwei Männer verfolgen sich auf einer exponierten Straße. Als der Boden jedoch nachgibt, stürzt einer der beiden in den Tod. |           |                                |                            |                      |                                       |                   |                                            |
| 140 | 19        | Ihre letzte Leiche             | Rock and A Hard Place      | 5. Mai 2008          | 17. März 2009                         | Gina Lamar        | Marc Dube                                  |
| Jim Farber wird von einem herabfallenden Gegenstand, der von einer Brücke geworfen wurde, getötet. Dies war jedoch kein Unfall. |           |                                |                            |                      |                                       |                   |                                            |
| 141 | 20        | Heiße Drähte                   | Down to the Wire           | 12. Mai 2008         | 24. März 2009                         | Eagle Egilsson    | Sunil Nayar                                |
| Ein anonymer Notruf führt ein Spezialeinsatzkommando zu dem Haus des Familienvaters Michael Maddox. Maddox soll seine Familie bedroht haben. |           |                                |                            |                      |                                       |                   |                                            |
| 142 | 21        | Horatio, wo ist dein Sieg?     | Going Ballistic (1)        | 19. Mai 2008         | 31. März 2009                         | Sam Hill          | Corey Miller                               |
| Shannon Higgins, der Ersatz für Alexx, wird gleich bei ihrem ersten Einsatz von einem Schützen in einem Hochhaus erschossen. |           |                                |                            |                      |                                       |                   |                                            |

## Staffel 7
Die Erstausstrahlung der siebten Staffel war vom 22. September 2008 bis zum 18. Mai 2009 auf dem US-amerikanischen Sender CBS zu sehen. Die deutsche Erstausstrahlung war vom 7. April 2009 bis zum 11. Mai 2010 auf dem Fernsehsender RTL zu sehen.
| Nr. (ges.) | Nr. (St.) | Deutscher Titel              | Originaltitel                    | Erstausstrahlung USA | Deutschsprachige Erstausstrahlung (D) | Regie               | Drehbuch                   |
| --- | --------- | ---------------------------- | -------------------------------- | -------------------- | ------------------------------------- | ------------------- | -------------------------- |
| 143 | 1         | Auferstehung                 | Resurrection (2)                 | 22. Sep. 2008        | 7. Apr. 2009                          | Joe Chappelle       | Barry O’Brien              |
| Horatios Tod wurde nur vorgetäuscht, er ist mit Ryans Hilfe abgetaucht. |           |                              |                                  |                      |                                       |                     |                            |
| 144 | 2         | Angezündet                   | Won’t Get Fueled Again!          | 29. Sep. 2008        | 14. Apr. 2009                         | Matt Earl Beesley   | Corey Evett & Matt Partney |
| Auf einer Feier platzt ein in Flammen stehender Mann herein und stirbt kurz darauf. |           |                              |                                  |                      |                                       |                     |                            |
| 145 | 3         | Narziss & Psyche             | And How Does That Make You Kill? | 6. Okt. 2008         | 21. Apr. 2009                         | Sam Hill            | Tamara Jaron               |
| Die Psychiaterin Dr. Rachel Marsh erfährt von ihrem Patienten, dass dieser Mordfantasien gegen sie hegt. Kurze Zeit später wird ihre Tochter tot aufgefunden.                                                  |           |                              |                                  |                      |                                       |                     |                            |
| 146 | 4         | Fightclub                    | Raging Cannibal                  | 13. Okt. 2008        | 1. Sep. 2009                          | Gina Lamar          | Brian Davidson             |
| Zwei Russen, die in einem Fightclub Geld verdient haben, werden in den Everglades ermordet aufgefunden. |           |                              |                                  |                      |                                       |                     |                            |
| 147 | 5         | Ein letztes Accessoire       | Bombshell                        | 20. Okt. 2008        | 8. Sep. 2009                          | Eric Mirich         | Marc Dube                  |
| In einer Edel-Boutique kommt eine Frau mit einer eingenähten Bombe in ihrem Kleid ums Leben. |           |                              |                                  |                      |                                       |                     |                            |
| 148 | 6         | Abbrucharbeiter für alles    | Wrecking Crew                    | 3. Nov. 2008         | 15. Sep. 2009                         | Joe Chappelle       | Corey Miller               |
| William Campbell, der Zeuge eines Mord wurde, soll gegen den Täter vor Gericht aussagen. Er wird jedoch kurz zuvor durch einen Kran getötet.                                                                   |           |                              |                                  |                      |                                       |                     |                            |
| 149 | 7         | Immer Ärger mit Steven       | Cheating Death                   | 10. Nov. 2008        | 22. Sep. 2009                         | Sam Hill            | Krystal Houghton           |
| In einem Hotel wird Steven Howell ermordet aufgefunden. Neben ihm liegt die betäubte Christina Dodd, die nicht weiß, was mit Steven passiert ist.                                                              |           |                              |                                  |                      |                                       |                     |                            |
| 150 | 8         | Kein Kinderspiel             | Gone Baby Gone                   | 17. Nov. 2008        | 29. Sep. 2009                         | Carey Meyer         | Dominic Abeyta             |
| Ein Säugling wird auf offener Straße den Armen seiner Mutter entrissen und entführt. |           |                              |                                  |                      |                                       |                     |                            |
| 151 | 9         | Machtrausch                  | Power Trip                       | 24. Nov. 2008        | 6. Okt. 2009                          | Joe Chappelle       | Corey Evett & Matt Partney |
| Kathy Meyers, eine junge Frau, wird durch Stromschläge getötet. |           |                              |                                  |                      |                                       |                     |                            |
| 152 | 10        | DeLuca Motel                 | The DeLuca Motel                 | 8. Dez. 2008         | 13. Okt. 2009                         | Gina Lamar          | Sunil Nayar                |
| Eric zieht vorübergehend in ein heruntergekommenes Motel, da seine Wohnung renoviert wird und er sich beobachtet fühlt. Womit er auch recht behält; es wird ein Anschlag auf ihn verübt.                       |           |                              |                                  |                      |                                       |                     |                            |
| 153 | 11        | Sumpfblüten                  | Tipping Point                    | 15. Dez. 2008        | 20. Okt. 2009                         | Marco Black         | Brian Davidson             |
| Ein Bohrer stößt bei Bauarbeiten auf eine Kiste mit einem lebendig Begrabenen und tötet diesen unabsichtlich.                                                                                                  |           |                              |                                  |                      |                                       |                     |                            |
| 154 | 12        | Bin ich ein Mörder?          | Head Case                        | 12. Jan. 2009        | 27. Okt. 2009                         | Sam Hill            | Tamara Jaron               |
| Ein Mann, der an Gedächtnisverlust leidet, wird mit blutbeschmierten Kleidern einer ganzen Familie in Miami aufgegriffen.                                                                                      |           |                              |                                  |                      |                                       |                     |                            |
| 155 | 13        | Gnadenschuss ohne Gnade      | And They're Offed                | 19. Jan. 2009        | 3. Nov. 2009                          | Matt Earl Beesley   | Barry O’Brien              |
| Ein reicher Pferdehalter wird während eines Pferderennens mit einem Bolzen getötet. |           |                              |                                  |                      |                                       |                     |                            |
| 156 | 14        | Knall und Rauch              | Smoke Gets in Your CSIs          | 2. Feb. 2009         | 10. Nov. 2009                         | Joe Chappelle       | Krystal Houghton           |
| Calleigh und Ryan werden zu einem leer stehenden Haus gerufen, auf dessen Dachboden ein Leichnam liegt. Es wird auf sie geschossen und der Täter schließt die beiden auf dem Dachboden ein und legt ein Feuer. |           |                              |                                  |                      |                                       |                     |                            |
| 157 | 15        | Mutmaßlicher Mörder          | Presumed Guilty                  | 9. Feb. 2009         | 17. Nov. 2009                         | Larry Detwiler      | Corey Miller               |
| Ein Golflehrer wird beschuldigt, eine Frau mit seinem Gürtel erwürgt zu haben. |           |                              |                                  |                      |                                       |                     |                            |
| 158 | 16        | Schwimmen oder untergehen    | Sink or Swim                     | 2. März 2009         | 9. März 2010                          | Sam Hill            | Marc Dube                  |
| Ein Ehepaar überfällt eine Luxusyacht, wobei eine Frau stirbt. |           |                              |                                  |                      |                                       |                     |                            |
| 159 | 17        | Hängen sollst du in Miami    | Divorce Party                    | 9. März 2009         | 16. März 2010                         | Karen Gaviola       | Corey Evett & Matt Partney |
| Auf einer Scheidungsparty wird der Ex-Ehemann erhängt aufgefunden. Bald stellt sich heraus, dass dieser ein Doppelleben geführt hat.                                                                           |           |                              |                                  |                      |                                       |                     |                            |
| 160 | 18        | Ärger im Gepäck              | Flight Risk                      | 16. März 2009        | 23. März 2010                         | Joe Chappelle       | Sunil Nayar                |
| Am Flughafen von Miami wird eine Frauenleiche auf dem Gepäckförderband aufgefunden. |           |                              |                                  |                      |                                       |                     |                            |
| 161 | 19        | Alle im Visier (1)           | Target Specific (1)              | 23. März 2009        | 30. März 2010                         | Sam Hill            | Tamara Jaron               |
| Eine junge Frau wird in ihrem Haus mit einem Dolch niedergestochen. |           |                              |                                  |                      |                                       |                     |                            |
| 162 | 20        | Ryan Wolfe im Schafspelz (2) | Wolfe in Sheep’s Clothing (2)    | 30. März 2009        | 6. Apr. 2010                          | Carey Meyer         | Krystal Houghton           |
| Ein Makler wird in seinem Büro beraubt und erschossen. |           |                              |                                  |                      |                                       |                     |                            |
| 163 | 21        | Schönheit hat ihren Preis    | Chip/Tuck                        | 13. Apr. 2009        | 13. Apr. 2010                         | Allison Liddi-Brown | Brian Davidson             |
| Ein Schönheitschirurg namens Ethan Reeger kommt in einer Holzhäckselmaschine zu Tode. |           |                              |                                  |                      |                                       |                     |                            |
| 164 | 22        | Einmal ist jede dran         | Dead on Arrival                  | 20. Apr. 2009        | 20. Apr. 2010                         | Gina Lamar          | Corey Miller               |
| Bei einer TV-Show, in der ein junger Mann seine Traumfrau sucht, wird eine der Finalistinnen tot aufgefunden.                                                                                                  |           |                              |                                  |                      |                                       |                     |                            |
| 165 | 23        | Kollateralschaden            | Collateral Damage                | 4. Mai 2009          | 27. Apr. 2010                         | Sam Hill            | Marc Dube                  |
| In Miami wird eine Handgranate in ein Restaurant geworfen und explodiert, wobei viele Menschen ums Leben kommen.                                                                                               |           |                              |                                  |                      |                                       |                     |                            |
| 166 | 24        | Aufgelöst                    | Dissolved                        | 11. Mai 2009         | 4. Mai 2010                           | Matt Earl Beesley   | Corey Evett & Matt Partney |
| Jimmy Castigan fällt in einen Pool und löst sich in kürzester Zeit auf. |           |                              |                                  |                      |                                       |                     |                            |
| 167 | 25        | Eine Stadt sieht rot         | Seeing Red (1)                   | 18. Mai 2009         | 11. Mai 2010                          | Joe Chappelle       | Barry O’Brien              |
| Der Mafiaboss Ivan Sarnoff entkommt aus dem Gefängnis. |           |                              |                                  |                      |                                       |                     |                            |

## Staffel 8
Die Erstausstrahlung der achten Staffel war vom 21. September 2009 bis zum 24. Mai 2010 auf dem US-amerikanischen Sender CBS zu sehen. Die deutschsprachige Erstausstrahlung sendete der österreichische Free-TV-Sender ORF 1 vom 9. September bis zum 2. Dezember 2010. Die 7. Folge wurde vom Schweizer Sender SF zwei am 27. Oktober 2010 erstausgestrahlt. Außerdem sendet dieser die deutschsprachigen Erstausstrahlungen seit dem 22. Dezember 2010
| Nr. (ges.) | Nr. (St.) | Deutscher Titel                                        | Originaltitel            | Erstausstrahlung USA | Deutschsprachige Erstausstrahlung (A/CH) | Regie               | Drehbuch                         |
| --- | --------- | ------------------------------------------------------ | ------------------------ | -------------------- | ---------------------------------------- | ------------------- | -------------------------------- |
| 168 | 1         | Startschüsse                                           | Out of Time (2)          | 21. Sep. 2009        | 9. Sep. 2010                             | Sam Hill            | Tamara Jaron                     |
| Während Eric mit dem Tode ringt, erinnern sich die Mitglieder des Teams daran, wie alles begann: 1997 war Eric als Abschleppwagenfahrer in den Glades unterwegs und stieß dort auf einen Wagen, in dem eine weibliche Leiche lag.                                                                                            |           |                                                        |                          |                      |                                          |                     |                                  |
| 169 | 2         | Zu schlecht für den Moment                             | Hostile Takeover         | 28. Sep. 2009        | 16. Sep. 2010                            | Allison Liddi-Brown | Corey Evett & Matt Partney       |
| Jesse Cardoza, ein ehemaliger Kollege von Horatio Caine, will wieder zurück nach Miami. Als er sich beim CSI anmeldet, gerät er in eine Geiselnahme. Mathew Sloan nimmt Jesse Cardoza, die Rezeptionistin Danielle und zwei Techniker als Geisel und verschanzt sich im Gebäude des CSI.                                     |           |                                                        |                          |                      |                                          |                     |                                  |
| 170 | 3         | Reifeprüfungen                                         | Bolt Action              | 5. Okt. 2009         | 23. Sep. 2010                            | Gina Lamar          | Melissa Scrivner                 |
| Bei einem Beachvolleyballturnier am Strand von Miami sterben drei Sportler an einem Stromschlag. Die Ermittlungen führen das CSI-Team um Horatio Caine zu der Tochter des Veranstalter-Ehepaares. |           |                                                        |                          |                      |                                          |                     |                                  |
| 171 | 4         | Änderung im Flugplan                                   | In Plane Sight           | 12. Okt. 2009        | 30. Sep. 2010                            | Larry Detwiler      | Robert Hornak                    |
| Der Investor Howard Burgess wird tot in der Toilette seines Flugzeuges aufgefunden. Da er seine Kunden um ihr Geld gebracht hat, gibt es jede Menge Verdächtige. |           |                                                        |                          |                      |                                          |                     |                                  |
| 172 | 5         | Tödliche Saat                                          | Bad Seed                 | 19. Okt. 2009        | 7. Okt. 2010                             | Matt Earl Beesley   | Brian Davidson                   |
| Ein tödliches Virus, das scheinbar auf ein Farmerunternehmen zurückzuführen ist, bricht aus. Alexx will dem Team noch einmal helfen. |           |                                                        |                          |                      |                                          |                     |                                  |
| 173 | 6         | Ey Mann, wo is’ mein Bräutigam?                        | Dude, Where’s My Groom   | 2. Nov. 2009         | 14. Okt. 2010                            | Carey Meyer         | Brett Mahoney                    |
| Ein Bräutigam verschwindet und seine blutbefleckten Freunde tauchen auf. |           |                                                        |                          |                      |                                          |                     |                                  |
| 174 | 7         | Eine Reise in die Angst – Teil 1                       | Bone Voyage (1)          | 9. Nov. 2009         | 27. Okt. 2010 (SF 2)                     | Sam Hill            | Barry O’Brien                    |
| Ein Fall mit Beginn in Las Vegas führt Dr. Langston nach Miami. |           |                                                        |                          |                      |                                          |                     |                                  |
| 175 | 8         | Tödliche Treffpunkte                                   | Point of Impact          | 16. Nov. 2009        | 21. Okt. 2010                            | Eric Mirich         | Krystal Houghton                 |
| Ein tödlicher Autounfall bringt dunkle Geheimnisse des Fahrers ans Licht. |           |                                                        |                          |                      |                                          |                     |                                  |
| 176 | 9         | Killer-Klausel                                         | Kill Clause              | 23. Nov. 2009        | 28. Okt. 2010                            | Scott Lautanen      | Jeremy R. Littman                |
| Eine seltsame Frau aus Jesses Vergangenheit platzt in einen Mordfall. |           |                                                        |                          |                      |                                          |                     |                                  |
| 177 | 10        | Ausgezählt!                                            | Count Me Out             | 7. Dez. 2009         | 4. Nov. 2010                             | Marco Black         | Marc Dube                        |
| Bei dem Tod eines Volkszählers geraten Natalia und Ryan durch eine Bombe in Gefahr. |           |                                                        |                          |                      |                                          |                     |                                  |
| 178 | 11        | Loyalität ist eine Frage des Verhaltens                | Delko for the Defense    | 14. Dez. 2009        | 11. Nov. 2010                            | Gina Lamar          | Tamara Jaron                     |
| Eric ermittelt auf eigene Faust in einem Fall, in dem ein Obdachloser eine Frau getötet haben soll. |           |                                                        |                          |                      |                                          |                     |                                  |
| 179 | 12        | Flammen werfen ihre Schatten                           | Show Stopper             | 11. Jan. 2010        | 25. Nov. 2010                            | Sam Hill            | Corey Evett & Matt Partney       |
| Eine Prominente stirbt bei einer Explosion während eines Konzerts. |           |                                                        |                          |                      |                                          |                     |                                  |
| 180 | 13        | Wer das Schwert nimmt, wird durch das Schwert umkommen | Die By The Sword         | 18. Jan. 2010        | 2. Dez. 2010                             | Matt Earl Beesley   | Melissa Scrivner                 |
| Ein Mann wird mit einem Schwert halbiert. Die Spur führt zu einem japanischen Syndikat. |           |                                                        |                          |                      |                                          |                     |                                  |
| 181 | 14        | Im Wind liegt die Wahrheit                             | In The Wind              | 1. Feb. 2010         | 22. Dez. 2010 (SF 2)                     | Allison Liddi-Brown | Brett Mahoney                    |
| James Bradstone wurde zum Tode verurteilt, da er seine Familie umgebracht haben soll. Kurz vor seiner Hinrichtung steht dies jedoch in Frage. |           |                                                        |                          |                      |                                          |                     |                                  |
| 182 | 15        | Miami, wir haben ein Problem                           | Miami, We Have a Problem | 8. Feb. 2010         | 29. Dez. 2010 (SF 2)                     | Sam Hill            | Brian Davidson                   |
| Einem Autodieb fällt bei seiner Flucht die Leiche eines Mannes auf das Dach seines Fahrzeugs. Das CSI-Team findet heraus, dass dieser im Weltraum gestorben ist. |           |                                                        |                          |                      |                                          |                     |                                  |
| 183 | 16        | Schatten einer Schuld                                  | LA                       | 1. März 2010         | 5. Jan. 2011 (SF 2)                      | Rob Zombie          | Barry O’Brien                    |
| Um Jesses Namen reinzuwaschen, ermitteln Horatio und Eric in L.A. |           |                                                        |                          |                      |                                          |                     |                                  |
| 184 | 17        | Wer spielt hier falsch?                                | Getting Axed             | 8. März 2010         | 12. Jan. 2011 (SF 2)                     | Carey Meyer         | Krystal Houghton                 |
| Im Fahrstuhlschacht einer Firma wird nach einem falschen Feueralarm die Sekretärin mit einer Axt im Kopf gefunden. |           |                                                        |                          |                      |                                          |                     |                                  |
| 185 | 18        | Eine Falle der Ehre                                    | Dishonor                 | 15. März 2010        | 19. Jan. 2011 (SF 2)                     | Sam Hill            | Marc Dube                        |
| Kyle entdeckt auf dem Hof eines Freundes dessen brennende Leiche. Bei den Untersuchungen stellt sich aber heraus, dass die Leiche jemand anderes ist. |           |                                                        |                          |                      |                                          |                     |                                  |
| 186 | 19        | Frucht der Demütigung                                  | Spring Breakdown         | 12. Apr. 2010        | 26. Jan. 2011 (SF 2)                     | Larry Detwiler      | Corey Evett & Matt Partney       |
| Bei den Aufräumarbeiten nach einer Party werden mehrere Leichen gefunden. |           |                                                        |                          |                      |                                          |                     |                                  |
| 187 | 20        | Zwei Stimmen in der Stille                             | Backfire                 | 19. Apr. 2010        | 2. Feb. 2011 (SF 2)                      | Don Tardino         | Tamara Jaron & Melissa Scrivner  |
| Nach einem Hausbrand mit einem Opfer sieht Calleigh dessen Geist. |           |                                                        |                          |                      |                                          |                     |                                  |
| 188 | 21        | Lügen, Gold und Diamanten                              | Meltdown                 | 3. Mai 2010          | 9. Feb. 2011 (SF 2)                      | Matt Earl Beesley   | K. David Bena & Brian Davidson   |
| Nach einem Juwelenraub lösen sich die Räuber in Luft auf. |           |                                                        |                          |                      |                                          |                     |                                  |
| 189 | 22        | Meine tote Rabenmutter                                 | Mommie Deadest           | 10. Mai 2010         | 16. Feb. 2011 (SF 2)                     | Gina Lamar          | Krystal Houghton & Brett Mahoney |
| Eine tyrannische Mutter wird nach einer Familienfeier ermordet. |           |                                                        |                          |                      |                                          |                     |                                  |
| 190 | 23        | Ein Team muss sich beweisen                            | Time Bomb                | 17. Mai 2010         | 23. Feb. 2011 (SF 2)                     | Sam Hill            | Corey Evett & Matt Partney       |
| Während Eric Delko nur um Haaresbreite einem Sprengstoffanschlag entgeht, muss Staatsanwältin Rebecca Nevins ihr Leben lassen. Offenbar kam Eric bei der teilweise verdeckten Untersuchung der Diebstähle aus der Asservatenkammer etwas Größerem auf die Spur. Doch nun erhält er die Unterstützung des gesamten CSI-Teams. |           |                                                        |                          |                      |                                          |                     |                                  |
| 191 | 24        | Agonie – Teil 1                                        | All Fall Down (1)        | 24. Mai 2010         | 2. Mär. 2011 (SF 2)                      | Joe Chappelle       | Barry O’Brien & Marc Dube        |
| Das CSI-Team erhält ein Puzzle, auf dem der Mörder auf den soeben stattfindenden Mord an einer Mutter hinweist. Doch der Mörder hat es nicht nur auf diese Frau abgesehen. Schließlich kommen die CSIs selbst ins Fadenkreuz des Mörders.                                                                                    |           |                                                        |                          |                      |                                          |                     |                                  |

## Staffel 9
Die Erstausstrahlung der neunten Staffel war vom 3. Oktober 2010 bis zum 8. Mai 2011 auf dem US-amerikanischen Sender CBS zu sehen. Die deutschsprachige Erstausstrahlung der ersten sechzehn Episoden fand von 11. September 2011 bis 19. März 2012 auf dem österreichischen Sender ORF eins statt. Mit der siebzehnten Episode wechselte die deutschsprachige Erstausstrahlung zum Sender RTL, wo diese vom 27. März bis zum 8. Mai 2012 gezeigt wurde.
| Nr. (ges.) | Nr. (St.) | Deutscher Titel                     | Originaltitel      | Erstausstrahlung USA | Deutschsprachige Erstausstrahlung (A/D) | Regie             | Drehbuch                                |
| --- | --------- | ----------------------------------- | ------------------ | -------------------- | --------------------------------------- | ----------------- | --------------------------------------- |
| 192 | 1         | Gefallen – Teil 2                   | Fallen (2)         | 3. Okt. 2010         | 11. Sep. 2011                           | Sam Hill          | Tamara Jaron                            |
| Jesse stirbt bei einem Anschlag auf das CSI-Gebäude. Dem Team gelingt es, den Anschlag einem Dozenten der Universität nachzuweisen, welcher sich selbst als zu intelligent betrachtet, um überführt zu werden. Mithilfe seiner Komplizin kann das Team ihn überführen und festnehmen. |           |                                     |                    |                      |                                         |                   |                                         |
| 193 | 2         | Champagnertränen                    | Sudden Death       | 10. Okt. 2010        | 18. Sep. 2011                           | Matt Earl Beesley | Corey Evett & Matt Partney              |
| Ein junger Football-Star vom College flüchtet vor dem CSI-Team, da er nach einer Partynacht in einem Club neben einer toten Kellnerin aufwacht, mit welcher er zuvor die Nacht verbracht hatte. Sein Manager hatte daraufhin für ihn die Leiche in einem Pool entsorgt. Es stellt sich allerdings heraus, dass ein anderer Gast für den Tod der Kellnerin verantwortlich war, da er ihr unter Gewalt Champagner einflößte, an welchem sie schließlich erstickte.                     |           |                                     |                    |                      |                                         |                   |                                         |
| 194 | 3         | Finsternis                          | See No Evil        | 17. Okt. 2010        | 25. Sep. 2011                           | Gina Lamar        | Krystal Houghton                        |
| Eine junge Frau wird auf einer öffentlichen Toilette am Strand überfallen und verschleppt. Ein blinder Mann ist Zeuge der Entführung und hilft den CSIs mit seinem ausgezeichneten Gehör- und Geruchssinn bei der Aufklärung des Verbrechens. |           |                                     |                    |                      |                                         |                   |                                         |
| 195 | 4         | Memento Marisol                     | Manhunt            | 24. Okt. 2010        | 2. Okt. 2011                            | Don Tardino       | Marc Dube                               |
| Fünf Häftlinge können aus einem Gefängnis ausbrechen, einer davon ist der Mörder von Marisol. Diese war die Schwester von Eric und die Ehefrau von Horatio. |           |                                     |                    |                      |                                         |                   |                                         |
| 196 | 5         | Schlaflos in Miami                  | Sleepless in Miami | 31. Okt. 2010        | 9. Okt. 2011                            | Sam Hill          | Brian Davidson                          |
| Mithilfe von Halluzinogenen lässt eine Wahrsagerin eine Leiche von einem ihrer Klienten entsorgen. Das CSI-Team kommt dem auf die Schliche und enthüllt weitere darin verwickelte Personen und einen Beziehungsstreit als Auslöser. |           |                                     |                    |                      |                                         |                   |                                         |
| 197 | 6         | Dein letzter Auftritt!              | Reality Kills      | 14. Nov. 2010        | 16. Okt. 2011                           | Marco Black       | Melissa Scrivner                        |
| Der Star einer Reality-Show wird ermordet. Bei der Untersuchung kommen die dunkelsten Geheimnisse der anderen Reality-Show-Stars ans Licht. |           |                                     |                    |                      |                                         |                   |                                         |
| 198 | 7         | Am Haken                            | On the Hook        | 21. Nov. 2010        | 23. Okt. 2011                           | Tim Story         | Scott Landy                             |
| Ein Fischer wird angegriffen und kommt gerade so mit dem Leben davon. Das CSI-Team begibt sich in große Gefahr, um den Mann zu retten und den Attentäter zu fangen. |           |                                     |                    |                      |                                         |                   |                                         |
| 199 | 8         | Happy Birthday                      | Happy Birthday     | 5. Dez. 2010         | 30. Okt. 2011                           | Sam Hill          | Barry O’Brien & Marc Dube               |
| Eine schwangere Frau wird angegriffen und Horatio kämpft mit seinem Team um das Überleben der jungen Frau und ihres Kindes. |           |                                     |                    |                      |                                         |                   |                                         |
| 200 | 9         | Blutzucker                          | Blood Sugar        | 12. Dez. 2010        | 6. Nov. 2011                            | Rod Holcomb       | Gregory Bassenian                       |
| Eine Zucker-Raffinerie explodiert und bei den Ermittlungen macht das CSI-Team eine schockierende Entdeckung über einen der Mitarbeiter. |           |                                     |                    |                      |                                         |                   |                                         |
| 201 | 10        | Albtraumpaar                        | Match Made in Hell | 2. Jan. 2011         | 13. Nov. 2011                           | Eric Mirich       | Brett Mahoney                           |
| Ein Online-Unternehmer wird in seinem Pool nahe dem Strand von einem Alligator getötet. Rasch stellt sich heraus, dass dies kein Unglück war. |           |                                     |                    |                      |                                         |                   |                                         |
| 202 | 11        | Du sollst nicht wissen, wer ich bin | F-T-F              | 9. Jan. 2011         | 20. Nov. 2011                           | David Arquette    | Melissa Scrivner & K. David Bena        |
| Ein gebrochener Feuer-Hydrant, der alle Spuren am Tatort verwischt, erschwert dem CSI-Team die Aufklärung eines bizarren Doppelmordes. |           |                                     |                    |                      |                                         |                   |                                         |
| 203 | 12        | Connie und ihre Feinde              | Wheels Up          | 16. Jan. 2011        | 27. Nov. 2011                           | Sam Hill          | Corey Evett & Matt Partney              |
| Das CSI-Team versucht herauszufinden, wer ein Roller-Derby-Sternchen während des Spiels in der Umkleidekabine tötete. |           |                                     |                    |                      |                                         |                   |                                         |
| 204 | 13        | Der letzte Widerstand               | Last Stand         | 20. Feb. 2011        | 4. Dez. 2011                            | Matt Earl Beesley | Brian Davidson                          |
| Horatios alter Erzfeind Memmo Fiero kehrt nach Miami zurück, um die Mala Noche von denen zu übernehmen, die die Verbrecherorganisation während seiner Haft geleitet haben. |           |                                     |                    |                      |                                         |                   |                                         |
| 205 | 14        | Stein auf Stein                     | Stoned Cold        | 27. Feb. 2011        | 5. März 2012                            | Allison Liddi     | Tamara Jaron                            |
| Eine Schülerin im Abschlussjahr wird brutal gesteinigt auf dem Sportplatz aufgefunden. Es stellt sich heraus, dass sie viele Feinde hatte, den Schuldirektor eingeschlossen, da sie viele mobbte. Wollte sich eines ihrer Opfer rächen? |           |                                     |                    |                      |                                         |                   |                                         |
| 206 | 15        | Dieser Augenblick am Ende           | Blood Lust         | 6. März 2011         | 12. März 2012                           | Gina Lamar        | Krystal Houghton Ziv                    |
| Bei einer Befreiungsaktion findet das SWAT-Team eine Frauenleiche. Das zweite Opfer, das jedoch entkommen konnte und die Polizei alarmierte, macht sich den Tod des ersten Opfers zum Vorwurf. Als Molly einen Teil eines Schmetterlingsflügels, den es nur in einem Park in Miami gibt, in den Sachen des Opfers findet, entdeckt das CSI-Team in dem Park eine weitere Frauenleiche. Können die Ermittler den Serienkiller stellen?                                                |           |                                     |                    |                      |                                         |                   |                                         |
| 207 | 16        | Jagdrevier                          | Hunting Ground     | 13. März 2011        | 19. März 2012                           | Adam Rodriguez    | Adam Rodriguez                          |
| Horatio findet in den Everglades die Leiche eines Mannes, der offenbar mit Pfeil und Bogen erschossen wurde. Schon bald stellt sich heraus, dass es sich dabei um keinen Jagdunfall, sondern um Menschenjagd handelt. |           |                                     |                    |                      |                                         |                   |                                         |
| 208 | 17        | Zuschlag für den Lieferanten        | Special Delivery   | 20. März 2011        | 27. März 2012                           | Allison Liddi     | Michael McGrale                         |
| Der Mord an einem Lieferwagenfahrer und einer Spielzeugherstellerin führt Horatio und sein Team zu einem Drogenring und auf die Spur eines Mörders, der aus Rache für die Drogenopfer mordet. |           |                                     |                    |                      |                                         |                   |                                         |
| 209 | 18        | Du für mich                         | About Face         | 27. März 2011        | 3. Apr. 2012                            | Sam Hill          | Corey Evett & Matt Partney              |
| Einer der entflohenen Häftlinge aus Folge 4 der 9. Staffel entführt Natalia, um sie davon zu überzeugen, dass er die Morde, die ihm zur Last gelegt werden, nicht begangen hat. Nach ihrer Flucht kann sie das CSI-Team überzeugen, den Fall noch einmal zu überprüfen, und stößt auf Unstimmigkeiten. Diese stützen die Aussagen des Häftlings. |           |                                     |                    |                      |                                         |                   |                                         |
| 210 | 19        | Arena der Antagonisten              | Caged              | 10. Apr. 2011        | 10. Apr. 2012                           | Larry Detwiler    | Tamara Jaron & K. David Bena            |
| Der letzte der entflohenen Häftlinge bedroht einen Kickbox-Champion aus Miami. Dieser hatte vor Jahren gegen ihn ausgesagt. Bei seinem Kampf vermutet das Team einen Anschlag, doch in Wirklichkeit arbeiten die beiden ehemaligen Trainingspartner zusammen. |           |                                     |                    |                      |                                         |                   |                                         |
| 211 | 20        | Gesichter der Kunst                 | Paint it Black     | 17. Apr. 2011        | 17. Apr. 2012                           | Gina Lamar        | Krystal Houghton Ziv & Melissa Scrivner |
| Der Mord an einer Studentin führt das CSI-Team in die Welt der Kunst-Studien. Die einzige Zeugin leidet unter einer gespaltenen Persönlichkeit und kommt ebenfalls als Mörder in Frage, doch auch die anderen Studenten hatten teilweise Motive für einen Mord. |           |                                     |                    |                      |                                         |                   |                                         |
| 212 | 21        | Bizarr                              | G.O.               | 1. Mai 2011          | 24. Apr. 2012                           | Matt Earl Beesley | Brett Mahoney                           |
| Ein Mann wird in einem Club in eine Schlägerei verwickelt. Er ist seinem Gegner zwar körperlich unterlegen, trotzdem wird er später mit der Leiche seines Gegners gesehen. Doch als das CSI-Team später am Tatort eintrifft, ist die Leiche verschwunden. |           |                                     |                    |                      |                                         |                   |                                         |
| 213 | 22        | Notfall!                            | Mayday (1)         | 8. Mai 2011          | 8. Mai 2012                             | Sam Hill          | Marc Dube & Barry O’Brien               |
| Nachdem der Serienmörder Jack Toller geschnappt worden ist, gelingt ihm erneut die Flucht. Natalia versucht unterdessen, dem Ex-Sträfling Randy North zu helfen. Ihm soll das Sorgerecht für seine Kinder entzogen werden. Doch Natalia scheitert und Randys Kinder kommen ins Kinderheim. Am Ende der Episode schießt Randy deswegen Horatio nieder und sperrt Natalia in den Kofferraum eines Autos. Anschließend wird das Auto in einen See gefahren. Beide sind in Lebensgefahr. |           |                                     |                    |                      |                                         |                   |                                         |

## Staffel 10
Die Erstausstrahlung der zehnten Staffel war vom 25. September 2011 bis zum 8. April 2012 auf dem US-amerikanischen Sender CBS zu sehen. Die deutschsprachige Erstausstrahlung war vom 26. August 2012 bis 16. Dezember beim österreichischen Sender ORF eins zu sehen.
| Nr. (ges.) | Nr. (St.) | Deutscher Titel                          | Originaltitel        | Erstausstrahlung USA | Deutschsprachige Erstausstrahlung (A) | Regie               | Drehbuch                             |
| --- | --------- | ---------------------------------------- | -------------------- | -------------------- | ------------------------------------- | ------------------- | ------------------------------------ |
| 214 | 1         | Die Kraft der Gerechten                  | Countermeasures (2)  | 25. Sep. 2011        | 26. Aug. 2012                         | Sam Hill            | Marc Dube & Barry O’Brien            |
| Horatio gelingt es trotz seiner Schusswunde, Natalia aus dem Wagen zu retten. Als beide im Krankenhaus sind, verlässt Horatio dieses vorzeitig, um weiter nach Jack Toller zu suchen. Calleigh überredet Austin, Randy Norths Sohn, seinem Vater eine Falle zu stellen, weil dieser geflüchtet war, nachdem er Horatio und Natalia in Lebensgefahr gebracht hatte. Der Trick gelingt und Randy wird verhaftet. Jetzt soll er Toller eine Falle stellen, doch dieser Trick misslingt, da er auf einem Rangierbahnhof stattfand und ein Zug den Ermittlern die Sicht versperrte. Toller hat inzwischen eine weitere Frau in seiner Gewalt. Dem CSI ist klar, dass der Serienkiller auch sie verbrennen wird. Doch Walter findet den Ort heraus, an dem Toller seine früheren Opfer verbrannt hatte – eine Müllkippe. Als die Ermittler auf der Müllkippe eintreffen, legt Toller das Feuer, um die Frau zu töten. Walter kann die Frau aber retten und Horatio und Eric stellen Toller. Horatio befindet sich nach dieser Verfolgungsjagd am Ende seiner Kräfte. Am Ende lässt er sich doch noch ins Krankenhaus bringen. |           |                                          |                      |                      |                                       |                     |                                      |
| 215 | 2         | Schöner Gigolo, toter Gigolo             | Stiff                | 2. Okt. 2011         | 2. Sep. 2012                          | Gina Lamar          | Doreen J. Blauschild                 |
| In einem Hotel wird die Leiche eines jungen Mannes gefunden. Im Laufe der Ermittlungen kommt heraus, dass er als Gigolo gearbeitet hat und eine Vielzahl von Kundinnen in der Stadt hat. Ebenso gab es im Hotel weitere Gigolos, die auf seinen Erfolg neidisch waren. Und auch im Hotel werden Mängel gefunden, da scheinbar mit billigem Gas versucht wurde, die Kosten zu senken. Das CSI-Team ermittelt in alle Richtungen. |           |                                          |                      |                      |                                       |                     |                                      |
| 216 | 3         | Ein Tatort im Tornado                    | Blown Away           | 9. Okt. 2011         | 9. Sep. 2012                          | Don Tardino         | Brian Davidson                       |
| Das CSI-Team wird in den Bereich eines nahenden Tornados gerufen. Dort finden sie eine erschlagene junge Frau. Nachdem Walter und Ryan glücklich den Tornado überleben, beginnen die Nachforschungen im verwüsteten Gebiet. Dabei stoßen die Ermittler auf den Freund der jungen Toten und zwei „Tornadojäger“. Diese Forscher werden am Ende als Täter überführt, da sie in den Gebieten auch als Einbrecher unterwegs waren und dabei vom Opfer überrascht wurden und die junge Frau dann erschlugen. |           |                                          |                      |                      |                                       |                     |                                      |
| 217 | 4         | Auftakt zur Folter                       | Look Who’s Taunting  | 16. Okt. 2011        | 16. Sep. 2012                         | Marco Black         | Krystal Houghton                     |
| Eine Prostituierte verschwindet und wenig später wird die Leiche einer brutal zu Tode gequälten anderen Prostituierten gefunden. Das CSI-Team befindet sich somit in einem Wettlauf gegen die Zeit, um den Täter rechtzeitig fassen und sein aktuelles Opfer noch retten zu können. |           |                                          |                      |                      |                                       |                     |                                      |
| 218 | 5         | Wer ist „El Asesino“?                    | Killer Regrets       | 23. Okt. 2011        | 23. Sep. 2012                         | Sam Hill            | Brett Mahoney                        |
| Horatio hilft einer mexikanischen Polizistin, deren Verlobter von der Mala Noche ermordet wurde und auf die in Florida ein weiterer Anschlag verübt wird. Um den legendenumwobenen Auftragskiller „El Asesino“ stoppen zu können, braucht Horatio die Hilfe seines alten Erzfeindes Memmo Fiero. Doch wie sich zeigt, ist manches in diesem Fall anders, als es scheint. |           |                                          |                      |                      |                                       |                     |                                      |
| 219 | 6         | Wessen Werk war Teufels Beitrag?         | By the Book          | 30. Okt. 2011        | 30. Sep. 2012                         | Gina Lamar          | Melissa Scrivner                     |
| Eine Leiche mit Biss-Malen am Hals wird gefunden. Treibt ein Vampir sein Unwesen in Miami? |           |                                          |                      |                      |                                       |                     |                                      |
| 220 | 7         | Einer wird gewinnen                      | Sinner Takes All     | 6. Nov. 2011         | 7. Okt. 2012                          | Larry Detwiler      | Michael McGrale & Greg Bassenian     |
| Eine prominent besetzte Pokerrunde wird überfallen und ausgeraubt. Einer der Spieler, ein Filmproduzent, wird erschossen. Doch wie sich zeigt, stammt die Kugel nicht aus der Waffe des Räubers. |           |                                          |                      |                      |                                       |                     |                                      |
| 221 | 8         | Zurück zur Folter                        | Dead Ringer          | 13. Nov. 2011        | 14. Okt. 2012                         | Sam Hill            | Tamara Jaron                         |
| Das CSI-Team überwacht den Mann, den es für den „Miami Taunter“ aus der Episode Auftakt zur Folter hält, aber noch nicht überführen konnte. Doch während der Überwachung wird eine weitere Prostituierte im Stil des Miami Taunters ermordet. Für das CSI-Team stellt sich somit die Frage, ob es den Falschen verdächtigt hat oder ob es sich um einen Nachahmungstäter handelte. |           |                                          |                      |                      |                                       |                     |                                      |
| 222 | 9         | Eine Frage der Rache                     | A Few Dead Men       | 20. Nov. 2011        | 21. Okt. 2012                         | Don Tardino         | K. David Bena                        |
| Ein 19 Jahre alter Fall von Frank wird wieder aktuell. Die damals wegen Kindesmords Verurteilten werden wieder freigelassen. Doch kurz danach wird einer der vermeintlichen Täter erstochen. Verdächtige gibt es sowohl bei den Eltern des ermordeten Jungen wie auch unter den Tätern selbst. |           |                                          |                      |                      |                                       |                     |                                      |
| 223 | 10        | Das Geheimnis der verschwundenen Familie | Long Gone            | 4. Dez. 2011         | 30. Okt. 2012                         | James Wilcox        | Marc Dube & Barry O’Brien            |
| Eine Familie verschwindet plötzlich spurlos. Als Calleigh und Frank zu der Wohnung der älteren Tochter, die bereits ausgezogen war, kommen, wird auf sie geschossen und der Verdächtige kann entkommen. Unterdessen können aber die Tochter und ihr Freund ausfindig gemacht werden. Als in der Entlüftungsanlage, die aufgrund des Asthmas der Mutter ins Haus eingebaut wurde, Kokainspuren gefunden werden, scheint die Familie so unschuldig nicht zu sein. |           |                                          |                      |                      |                                       |                     |                                      |
| 224 | 11        | Kinderstars                              | Crowned              | 11. Dez. 2011        | 4. Nov. 2012                          | Gina Lamar          | Brett Mahoney & Krystal Houghton Ziv |
| Bei einem Schönheitswettbewerb für Kinder wird die Mutter einer Teilnehmerin tot aufgefunden. Das CSI-Team vermutet die Hintergründe zunächst am ehesten im beinharten Konkurrenzdenken unter den Müttern. Doch dann wird ein Mädchen entführt. |           |                                          |                      |                      |                                       |                     |                                      |
| 225 | 12        | Deine eigenen Leute                      | Friendly Fire        | 8. Jan. 2012         | 11. Nov. 2012                         | Sam Hill            | Tamara Jaron & Greg Bassenian        |
| Der Erfinder und Milliardär Matthew Stone wird mit einer neuartigen Waffe erschossen, deren Patronen in der Luft die Richtung wechseln können und so absolute Treffsicherheit garantieren. Einige Sekunden vor seinem Tod hatte er per SMS einen Countdown erhalten und in der Wohnung des Opfers wird eine Wanze gefunden. |           |                                          |                      |                      |                                       |                     |                                      |
| 226 | 13        | Endgeschwindigkeit                       | Terminal Velocity    | 29. Jan. 2012        | 18. Nov. 2012                         | Sylvain White       | Robert Hornak & Brian Davidson       |
| Beim Sprung aus einem Flugzeug versagt der Schirm eines geübten Fallschirmspringers. Bei seinen Ermittlungen findet das Team heraus, dass der Höhenmesser manipuliert und die Leinen des Schirms mit Salpetersäure behandelt wurden. Darüber hinaus wurde das Auto des toten Springers zerstört. Die Spur führt zu seinem Sohn Cameron… |           |                                          |                      |                      |                                       |                     |                                      |
| 227 | 14        | Stutenbisse                              | Last Straw           | 19. Feb. 2012        | 25. Nov. 2012                         | Bill Gierhart       | Melissa Scrivner & Michael McGrale   |
| Eine Frau, die führend in einer Studentinnenverbindung aktiv war, wird beim Ausreiten ermordet. Zunächst vermuten die Ermittler den Täter eher in ihrem privaten Umfeld, doch ein weiterer Mord veranlasst sie, sich näher mit den Abgründen der Studentinnenverbindung zu beschäftigen. |           |                                          |                      |                      |                                       |                     |                                      |
| 228 | 15        | Der Fluch der guten Tat                  | No Good Deed         | 4. März 2012         | 2. Dez. 2012                          | Matt Earl Beesley   | Grace DeVuono                        |
| Ein Mann wird auf dem Meer zweimal von einem Boot überfahren. Wie sich zeigt, legte er viel Wert auf Regeln und darauf, stets das Richtige zu tun. Die Ermittler finden heraus, dass ihm diese Haltung Ärger mit vielen Menschen eingebracht hat. |           |                                          |                      |                      |                                       |                     |                                      |
| 229 | 16        | Die Mutter der Folter                    | Rest in Pieces       | 11. März 2012        | 9. Dez. 2012                          | Sam Hill            | Marc Dube & Barry O’Brien            |
| Die Fortsetzung der Episoden 217 und 221: Auf einem den Navarros gehörenden Strand wird die Leiche einer ermordeten jungen Frau gefunden, wenig später auch das Skelett eines erschossenen Mannes. Doch wer der Navarros – Vater, Sohn oder Großmutter – ist für welche Tat verantwortlich? |           |                                          |                      |                      |                                       |                     |                                      |
| 230 | 17        | Kinder, wollt ihr ewig schweigen?        | At Risk              | 18. März 2012        | 9. Dez. 2012                          | Adam Rodriguez      | Adam Rodriguez                       |
| An einer Tennisakademie wird der Hausmeister von einem Hund getötet und ein Trainer verwundet. Die Ermittler stellen fest, dass anscheinend vor zehn Jahren ein Fall von Kindesmissbrauch vertuscht wurde. Wollte sich ein Opfer rächen? |           |                                          |                      |                      |                                       |                     |                                      |
| 231 | 18        | Einer gegen alle (1)                     | Law and Disorder (1) | 25. März 2012        | 16. Dez. 2012                         | Allison Liddi Brown | Michael McGrale & Greg Bassenian     |
| Eine Journalistin wird in einem Nachtclub mit einem chemischen Kampfstoff vergiftet. Die Spur führt zunächst zu einem Stadtrat. Dessen Anwalt Darren Vogel schafft es allerdings immer wieder, Beweise als fehlerhaft und ungültig einstufen zu lassen. |           |                                          |                      |                      |                                       |                     |                                      |
| 232 | 19        | Alle für einen (2)                       | Habeas Corpse (2)    | 8. Apr. 2012         | 16. Dez. 2012                         | Sam Hill            | Barry O’Brien & Marc Dube            |
| Ryan Wolfe wacht neben der Leiche des korrupten Staatsanwalts auf, den er zur Rede stellen wollte. Zwar wird er rasch entlastet, doch die Integrität des Labors wird immer mehr infrage gestellt, was die Versuche, Vogel das Handwerk zu legen, verkompliziert. |           |                                          |                      |                      |                                       |                     |                                      |